# 絶体絶命でんぢゃらすじーさん
『絶体絶命でんぢゃらすじーさん』（ぜったいぜつめいでんぢゃらすじーさん）は、曽山一寿による日本の漫画作品。『別冊コロコロコミック』2001年2月号と『月刊コロコロコミック』2001年6月号で2度の読み切りでの掲載を経た後、2001年10月号から『月刊コロコロコミック』にて、2002年6月号から『別冊コロコロコミック』にて連載開始し、現在は『なんと！でんぢゃらすじーさん』とタイトルを変えて連載中。単行本は全20巻（『邪』では1巻からカウントされる）。過去には『小学三年生』、『小学四年生』、『ちゃお』、『週刊少年サンデー』や『小学8年生』にも掲載された。『マンガワン』ではサラリーマンになったじーさんの活躍を描く『でんぢゃらすリーマン』を連載した。

## 概要
じーさんと孫が織りなす不条理ギャグコメディで基本的には一話完結型のストーリー。じーさんが孫に世の中の危険から生き抜く方法を教えるが、もっと危険になるのが本作の基本路線である。しかし、連載が長期化するにつれこのテーマは形骸化し、キャラクターたちの日常を描いた話が多くなり、下ネタやブラックジョーク、ダジャレなどを主体となっている。『コロコロコミック』での連載作品としては珍しく（ほとんどの場合ギャグとして扱われているが）登場人物が死亡する描写が非常に多いのが特徴。
『コロコロ』同誌で連載していた他作品をネタにしたりされたりすることが多い（具体的な例として、じーさんの必殺技を鍛える訓練にて回想に『コロッケ!』や『ドラベース』のシロえもんなどが登場したり、のむらしんぼによる『あっぱれメガバカBoys』などに特別出演したりするなど）。
第50回（平成16年度）小学館漫画賞児童向け部門受賞。テレビアニメ（テレビ東京系『おはスタ』、『ギャグコロスタジオ』内）やテレビゲーム、ホビーにもなった。略称は「でんじー」など。
『絶体絶命でんぢゃらすじーさん』は2001年度から2009年度まで連載された。コミックスは第4巻の時点で100万部を突破し、14巻の時点で連載200回を突破（記念パーティーも行ったが、初出時は「150回記念」で行い、この時点で『月刊コロコロコミック』では大幅に下回り、他の連載と合わせて189回目だった）。『月刊コロコロコミック』2010年2月号にて、3月号の掲載が最終回になることが発表された（2009年12月号の扉絵でじーさんが「このマンガあと4回で終わるよー」と発言していた）。
『でんぢゃらすじーさん邪』（でんぢゃらすじーさんじゃ）は2010年度から2017年度まで連載された。『月刊コロコロコミック』2010年3月号にて第2部ともいえる続編として連載が決定（内容はほとんど変わっておらず、第1話は前作の連載1話目をリメイクしたような内容であり、『なんと!』の第1話もこれとほぼ同内容となっている）。作者へのインタビューで、タイトルを変えた理由として、「絶体絶命〜」の15・16巻が出た辺りで「中途半端な17巻から買う読者（特に小学生）はまずいないだろう」と考え、担当者との相談の結果、「ナンバリングを新しくして新たな読者に1巻から読んでもらいたかったため」と明かしている。また、前述の「じーさんが孫に世の中の危険から生き抜く方法を教える」というテーマが（部分的にではあるが）復活している。2017年2月号にて3月号の掲載が最終回になる事が発表され、2017年3月号では予告通り『邪』の最終回が掲載されたが、同話で第3部ともいえる続編『なんと！でんぢゃらすじーさん』の連載が決定した。こちらも内容はほぼ変わっていないが、じーさん、孫、校長、ゲベ、最強さん以外の登場人物は一新されている。
『コロコロ』では誌上アンケートで1位を獲得し、長期連載の部類に入っている。上位に掲載されていることが多く、時折表紙にも大きく描かれている。
なお、「絶体絶命でんじゃらすじーさん」や「絶対絶命でんぢゃらすじーさん」は誤字。
DVD・VHS（現在は完売）・単行本として販売されているほか、CS放送の「カートゥーン ネットワーク」にて過去のアニメシリーズが再放送されていた。
2021年には本作のシリーズが20周年を迎えることを記念し、プロジェクトが始動。その一環として、同年8月12日には、本シリーズの公式YouTubeチャンネルが開設。同年8月19日発売の『コロコロイチバン!』（同）10月号では、20周年を記念して『神たま』とコラボレートした特別編「神たま vs じーさん」が掲載された。そして、2022年6月3日をもって動画更新は一度終了となったが9月15日に音声合成を使用した低予算の漫画動画として更新を再開した。また、2025年では「正しいことわざどっち辞典」の宣伝用として久々に声優付の動画が配信されたがじーさん役の中村が不祥事によって降板したため、彼を含むキャラクターの声が別の声優に差し替えられた（声優は未発表）。

## あらすじ
世の中には危険がたくさん。じーさんは孫に危険だらけの世の中を生き抜く方法を教えるが、自分から危険を作り出したり、物をすぐ破壊したりなどメチャクチャな行動を取るじーさんに孫は振り回される。

## 登場キャラクター

### メインキャラクター
じーさん
声 - 中村大樹
単行本第1話「じーさんじゃっ！」から登場。本作の主人公。前述のとおり自称「世の中の危険から生き抜く方法を教える」一人の老人。本名は不明。『コロコロコミック』の歴代作品における主人公の中では恐らく最高齢とされている。一人称は「ワシ」で、語尾に「じゃ」とつける。
1巻第1話「じーさんじゃっ!」以降、5巻「ワガハイの変身じゃい!」、19巻「ワガハイを大長編に出すのじゃい!」以外ほとんど毎回登場する。基本的にボケ役だが、孫や校長が登場しない話ではツッコミ役になる（『邪』以降からは、孫や校長が登場してもツッコミになることがあり、孫と一緒にツッコミするパターンも増えた）。マイペースで適当かつ天然な部分が多いものの、回によっては（特に大長編シリーズと最終回）長い人生を歩んだ経験からか、孫や大長編シリーズに登場するキャラクターに人生で大切なことを教え諭すことが多い。
また、時折金にがめつい一面も見せるほか、初期ではかなり目立ちたがり屋な一面があり、孫が自分より先に危険から助かる方法を提案したり実行しようとした時には「お前のせいで助かったらワシがおもしろくねーだろ!」と理不尽極まりない理由で彼を怒っていた。ささきさんなど友人が多く『邪』では彼の友人で結成された「お友だち軍団」なるものが存在する。また、ペットのゲべを非常に溺愛しており、ひどい目に遭わされても気にしなかったり、無視された時は「一緒がいい」と泣きついたりしていた。
ハラマキにランニングシャツという典型的な格好をしている。基本、裸足で出かけ、靴は履かない。リアル化すると腹巻の下に描かれることのなかったズボン（色は白か黒）が出現する。たまに腕や足、体などがのびたり、コスプレ（ときには変身）したりする。普段は手足に指が描かれることはなく、じゃんけんの時などは瞬時に「ぐー」などと書いて対応する。またアニメでは歩くなどの移動をする度に「ギュピ、ギュビ」と音が鳴る。鼻にボリュームのあるハンドルバーを生やしている（キレると髭の形状が広がり、先端が尖る）ため、「ヒゲ」にちなんだ呼び名で呼ばれることが多い。この容姿はヒゲを含めてすでに子供の頃に完成しており、現在と子供の頃の容姿の違いは髪の毛しかない。
「孫爺砲（まごじいほう）」「失恋大爆笑パンチ」「大自然どすこいチョップ」「じじぃパンチ」をはじめとする多数の奇抜な技をもつ。好きな言葉は酒池肉林、好きな食べ物はソース、好きな動物はイリオモテヤマネコで好きな駅は西日暮里駅。将来の夢は課長、F1カーのタイヤ で好きでも嫌いでもない物は電柱。『コロッケ!』のゲームにゲスト出演したことがある。また、『イナズマイレブンGO』シリーズに隠しキャラクターとして参戦もしている。必殺技は「最強さん召喚」でパスワードを入力すると他のチームメンバーも使えるようになる。
車や掃除機を改造したり家に自爆スイッチを取り付けたり、自ら車やロボットなどを造ったりすることから機械に関しては強いようだが、跳び箱を「生まれて初めて見た」と発言したりバスケットボールのルールを知らないなどスポーツについてはかなり疎い（ただし、ゴルフは知っている）。免許証を所持していないにもかかわらず自動車の運転をしたこともある（その車はじーさん曰く「(道で)拾った」とのこと）。その後も校長をドライブに誘ったり、大型戦車や電車を運転していたが、免許を取得したかどうかは不明。『なんと!』ではなぞなぞの天才で早口言葉も得意であるが、逆にしりとりは超苦手。収入や所得に関しては、一応年金をもらっているが、かなりの大金を所持する描写がある一方で、全財産で数十円しか所持していない描写もある。また、アルバイトの求人表を見ていることから定職には就いていない様子。自宅には意味不明な言葉が書かれた紙が所々に貼られているが、『邪』の大長編5弾によると、これはじーさん自身がおふざけで書いた落書きらしい。
孫 / 洋助（ようすけ）
声 - 恒松あゆみ
じーさんの孫。本名は「洋助」。初登場は上記の単行本第1話「じーさんじゃっ!」であり、作中ではじーさんに次いで出番が多い。普段はじーさんのことを「おじいちゃん」と呼ぶが、たまにツッコミやキレた時に「ジジイ」や「クソジジイ」と呼んだり、時には「お前」呼ばわりすることが多い。小学校5年生（まれに話の都合で中学生になることもある）の男の子で、年齢は10歳か11歳程度。学校では5年1組に在籍。学校生活については作中でもネタにされる（じーさんから「お前本当に学校行ってんのか?」と言われるなど）ほどほとんど描写されないが、宿題に悪戦苦闘しじーさんに手伝いを頼んだり、テストで30点を取った描写があることから、勉強は得意ではない模様。また、『邪』において「天才的」と評されるほどに料理が下手である描写があるが（この時は空腹のじーさんに野菜炒めを作ってあげた）、『絶体絶命』では普通にラーメンやカレーを作れている場面がある（これに関しては作者が忘れていたとのことで、現在は「孫の料理はたまに不味い」という設定になっている）。赤いジャケット（『邪』からは白、『なんと!』からは白と緑のツートン（ただし前は閉じている））がトレードマーク。一人称は「オレ」または「ボク」。
プラモデルを上手に作ったり、粘土で校長の顔をそっくりに作るなど図画工作は得意だが、バスケットボールや跳び箱などの体育は苦手。将来の夢はプロ野球の選手 で好きでも嫌いでもない物は筆ペン。この漫画の登場人物の中では一番まともな感覚の持ち主であり（たまにじーさんのペースにつられておかしくなったりするが）、作中では主にツッコミ役担当となる。だが、あまりにメチャクチャな展開になると「帰りたい」「どーでもいーや」など思ったりなど現実逃避をしたりその場から立ち去ってツッコミを放棄することも。また、女性に免疫がないのか、合コンでは自分だけ正装で参加したり、ラブレターをもらった時はじーさんも気味悪がるほどの不気味な笑顔を浮かべるなどと、女性絡みになるとじーさんですらドン引きさせるほどの異常な行動に出る。
家族構成はじーさん以外不明だったが、最終回にておばあちゃんがいたことが判明した（ただし、孫が生まれた日に亡くなっている）。ギャグセンスが最悪（『コロコロ』の付録『大でんぢゃじ〜典』によると「猫以下」）。普段はじーさんより弱いが、キレるとじーさんと同じかそれよりも強い戦闘力をもつ。
校長
声 - 平野俊隆（第1期）、千葉繁（第2期・第3期・OVA）、小柳基（うごくまんが デジコロ）、錦織大輔（YouTubeアニメ）
単行本第9話「校長登場じゃいっ！」から登場。孫の通っている学校の校長でじーさんのライバル。17年3月号での特集記事によると、作者が過去に連載していた『探偵少年カゲマン』の悪役、怪盗デ・アールをモチーフにデザインされたとの事。初登場がじーさんとの初対面で、髭の量という外見の判断でじーさんを一方的にライバル視している。しかし彼とは一緒に遊んでいたり、時には仲直りしている所から、関係は決して険悪ではない。こちらも本名や年齢は不明。初登場は1巻「校長登場じゃい!」。鉛筆の芯を彷彿させるような尖がり頭とどじょう髭、額の一本毛が特徴（いずれも先端が巻かれている）。常にスーツ姿。基本的にじーさんは普通に呼んでいるが、時々「ヒゲのジジィ」や「貴様」と呼ぶことがあり、じーさんから「ハゲの校長」と呼ばれることが多い。
自分が世界で一番偉くないと気がすまない性格。しかし子供相手に2秒で負けるほど弱い。「校長トルネード」「校長サンダー」「校長ドリルアタック」など184個の必殺技があるが、大抵は効果がない。気に入らない者や自分より偉い者は痛めつけたり殺そうとしたりするが、大概は調子に乗ってやられている。しかし本気で激怒するとじーさんと互角かそれ以上の戦闘力を見せる。校長自ら登校時刻に正門に立ち、遅刻する生徒を取り締まったり、持ち物検査をしたりと教育者らしい行いをすることもあるが、孫の（自分への）挨拶に「おはようございます」の「ございます」が付かなかっただけでバズーカ砲を発射する、廊下を走った孫に「校長ドリルアタック」を食らわせる、遅刻してきた孫を百発殴りつけるといった暴力的な制裁を加える所から、品格は無に等しい。しかし、教師としての学力は確かなようで、孫とじーさんの前で見事な英会話をしてみせて2人を驚かせたことがある。一人称は「ワガハイ」で、語尾に「じゃい」とつける。好きな人は勿論自分で、将来の夢は宇宙で好きでも嫌いでもない物はダンボール。作中で死亡した回数も非常に多い。学校には先生は校長以外一人もいないらしい。「全国福引き大会」で84位の実力があったり（孫いわく「すごいのかどうかわかんねー」）、にらめっこしていないのににらめっこみたいな顔だと褒められたり（孫いわく「褒められてねぇ」）、昔は「すごろくリーダーバカマヌケウンコ」と尊敬されていたり（孫いわく「ほとんど悪口だ」）と何かと変な武勇伝が多い。じーさん同様、かなりの大金を所持している描写があったり、全財産数十円しか持っていない描写がある。
過去、太ったのでダイエットをした結果イカのような別の生物に変わってしまい、前の方か新しい方かどちらの校長がいいか読者アンケートがとられ、元に戻されたことがあった。その翌年には本人のミスでじーさんを校長先生にしてしまい校長失格となり、これから校長を何と呼ぶかで再び読者アンケートがとられ、その結果名前が投票1位の「ミュミャリャツァオビュビュンピピュプリャプピフンドシン」になってしまった。その後何度か使用されたが、まもなく使われなくなり、いつしか「元・校長」と呼ばれるようになり、『邪』で完全に「校長」に戻った。
ゲベ
声 - 太田哲治、西谷修一（うごくまんが デジコロ）
じーさん家の飼い猫。猫のような外見で他のキャラクターからは「ネコ」と思われて、自ら「ネコ」と名乗る場面もあるが、ノラ猫たちの話の内容が理解できなかったり、時折顔を除く精悍な体格に変化する謎の生き物。その正体は史上最強の猫「デビルキャット」の子供。
単行本2巻第25話「ゲベゲベじゃっ!」が初登場で、初めは「しゃちょー」と書かれた箱に捨てられていたがじーさんに気に入られてこのまま飼うようになる。鳴き声は「ゲベ」で、たまにダンディな人間語をしゃべるがかなりの毒舌である。なお、名前はじーさんが命名した。体色は耳を除いて白一色。
作中では強い能力を持つキャラクターとして描かれ、戦車をつかったり口からビームを吐いたり「子ゲベ（正体は爆弾）」を出したり耳からパンチが出たりと色々な能力をもっている。レンタルビデオ屋にいったりパソコン操作もこなしたり回転寿司で寿司を食べたりと人間並みの行動もする。他にもスイッチで顔を変えることも可能で、普段の顔は4番（じーさんも最終的には同じ顔になっている）。
じーさんからはかなり溺愛されている。とにかく友情を大切にする性格で、誰かが喧嘩している所を放っておけないほどで友情と絡む形で諭す場合もある。一方で度々じーさんや孫、校長をひどい目にあわせている。
大長編５弾ではペットショップステイルに立ち寄って店主のステイルに処分されそうになった柴田（本人曰く柴犬だから）と出会い、夜なら店主も入ってこないからその時に脱出しようと約束するが、ステイルに気づかれ、柴田をライフル銃で射殺され、自身もステイルを襲撃しようとしてライフル銃で打ち抜かれて重傷を負う。それでも倒れた柴田をじーさんや孫に心配されながらも必死で運び、この事がデビルキャットがステイルを倒すことになった。
将来の夢はすき焼き（昔は弁護士）で好きでも嫌いでもない物はサーフィン。
作者曰く「コイツが出てくると高確率で強引な展開になる」と述べており、 最近ではゲベが出てくるだけで「もうネタが無いんじゃないか？」と思われることもあるらしい。
コウテイ（校庭）
校長が飼っている犬（犬種はブルドッグ）。校長とお揃いのどじょう髭と一本毛が特徴。初登場は『邪』2巻「ゲベゲベじゃっっ!!」。校長からは溺愛されているが、足に糞をしたり、お手を命じられたときに手を大きくして校長を叩き潰したりするなど、全く懐いていない。おやつの時間に帰ったり、飼い主の校長が懸命に捜索しているにもかかわらず家で寝ていたりと天然な一面がある。大して活躍していないにもかかわらず早くも偽物が登場している。ゲベとは違いしゃべらないが『なんと！』からは台詞が付くようになった。
最強さん
声 - 坂口候一
全身が黒で表現される、じーさんの近所に潜んでいる史上最強のおじさん。一人称は「オレ」または「ワシ」。初登場は2巻第19話「最強さんじゃっ!」で、孫は最強さん初登場前から本人を知っていたらしい発言をしている。原作では普通の家に住んでいたが、アニメ版では豪邸に住んでいる。
普段は外に出て、真の強さとは一体どんなものなのかと考えている。その名の通り全キャラクター中最強の戦闘力を誇り、登場すると必ず他のキャラクターが最低1名は死亡し、加えて多くのキャラクターがその犠牲となるのが常で、最強さん以外の全員が死亡することも少なくない。また見かけによらずじーさんと同じ速さを持っている。ただし、加害者が最強さんとは限らない。反面、体調が悪いと校長に負けるほど弱体化する。基本的には悪い人物ではないものの、鬼ごっこで鬼になったときには「一人ずつなぶり殺しにしてやる」と宣言して参加者を全員殺害したり、出番が少ない時には苛ついて「ああ、破壊してぇ…」と呟いたりと（実際にその後映画館になった校長を破壊している）、かなり凶暴な面も持っている。
全長は4メートル前後。好物はミミガーで嫌いな物は納豆で好きでも嫌いでもない物はママ。
初登場時は喋らなかったが、それ以降はテレパシーのようなもので喋るようになる。また自分の家には普通に入れるが他の家に入ろうとすると踏み潰してしまう。
『邪』になってからは3巻のみ1コマだけ登場していたがその後、久々に準レギュラーとして登場した。家族揃って登場した回もある（両親、弟、妹がいる）。
マッスル竹田とステップ長谷川
声 - 坂口候一 / 太田哲治
単行本1巻第5話「とび箱をとぶのじゃっ！」から登場。じーさんをリーダーとした「運動ならなんでもおまかせ隊」の隊員である。毎回冒頭のみの登場で本編での活躍は無い。マッスル竹田は体力、ステップ長谷川は運動神経を売りにしている。筋肉質で黒い海パン一丁を穿いたマッスル竹田は右に、ひょろりと痩せた体型で赤い鉢巻きを縛り「みそ」というゼッケンを着けたステップ長谷川は左に配置している。
1度目の登場では「おじゃる丸が始まるから」と帰り、2度目では体調不良を訴えて医者に行くと嘘をついてじーさんからお金を騙し取り現行犯逮捕された。3度目では2人とも塀から着地したとたん骨折し緊急入院した。4度目では長谷川は意味不明な理由で死亡しており（竹田曰く、イノシシと結婚して「なんだかんだで」2秒で死亡した）、遺影と墓のみ登場した（後に竹田もじーさんに崖から突き落とされた）。5度目ではじーさんに借りた100円を返すよう要求したが、じーさんに財布を取ってくると見せかけ爆破された。
なお、アニメ第1期では長谷川の名前が、ステップ鈴木に変更されている（コミックス第4巻扉で本人も相当ショックを受けていた）。
1巻「とび箱をとぶのじゃっ!」で初登場以降、2年に一度コンビで登場していた。風呂には5年に1回しか入らない。『邪』には3巻のみ1コマだけ登場したほか、竹田のみ孫の学校の体育の先生として登場した。
ちゃむらい
泣き虫の侍。一人称は「ボク」か「オレ」。桃色のひょうたんに手足とにょろりとつきでた口がくっついたような外見をしている。侍なので一応刀を持っているが刀身がない。初登場は第6巻第80話「ちゃむらい見参じゃっ!」で初期は登場する話の冒頭で常にドアップで登場していた。
一人前の侍を目指して修行しているが、自分が弱虫なのをいいことに誰も相手にしてくれない。相当な泣き虫で歩くのが遅いだけで泣くが、他人が交通事故に遭うなど、自分の関係ないことでは絶対に泣かない。また、催眠術などで自信がつくと一転して調子に乗って自信過剰な性格に変貌する。
その他、他人に助けを求められても自分に関係ない限り絶対に助けないし、助かる方法を見つければ自分だけその方法で助かろうとするなど、エゴイストの一面を持つ。相手（主にじーさん）の耳元でこそこそと話す。『邪』には3巻のみ1コマだけ、『なんと』では6巻の扉絵のみ登場。
特技は号泣。戦う相手は座椅子やゴミ箱、パソコンといった家具・道具ばかり。しかし、「ちゃむらいの戦いじゃっ!」（第8巻7話）では催眠術で自信を付け、最強さんに勝負を挑もうとしたが床に滑って頭を強打して元に戻ってしまい、勝負にならなかった。好きでも嫌いでもない物は大学生。
冷蔵庫にすっぽりはまってしまうなど結構大柄だが体重は孫が持ち上げられるほど軽く、腕を上下させるだけで飛行できるという一面も。
りゅぬぁってゃ
声 - 坂口候一（ゲーム「1000人のお友だち邪」）
動物園や水族館の園長をしている珍獣で、よく葉巻をくゆらしている。初登場は9巻「りゅぬぁってゃじゃっ!」。一人称は「私」か「ワシ」。
自分のことを人間だと思い込んでおり、動物と言われると激怒するが、口からレーザービームのような技を出せる上、怒るとバトルモードに変身し、人間とは思えない「完全無欠の化け物」（孫曰く）となる。また、暗黒魔導砲（あんこくまどうほう）という必殺技も持っている。後に進化して半魚人に容姿を変えて尻尾から大量の水を出す技と水中で魚のように自由に動き回れる能力を得て水族館の園長にもなった。動物園や水族館の館長といっても貧乏なので珍しい動物や魚は買えないため、動物園には「キリンっぽい」という理由で掃除機が一台置いてあるだけ、水族館には「自分が魚になれる装置」を開発したと豪語したものの、実際は「ぼくさかなー」とセリフが入った魚の絵が書いてあるだけの顔出しパネルだった。
その後はじーさんたちと遊んでいるシーンもあることから友人として扱われている。卵から子供3人（3匹？）を産んだこともあり、全員「川井」と命名（由来は「かわいい」から）。『邪』には3巻のみ1コマだけ（相変わらず「私は人間だ」と言い張っている)、『なんと』では6巻の扉絵のみの登場。
孫曰く「言いにくい名前」のため、じーさんから名前を間違われたり覚えてもらえなかったりしている。
近所のガキ
じーさんとたまに野球、砂遊びなどで遊ぶ常に無表情な2人組の子供。初登場は6巻第81話「砂遊びにまぜてほしいんじゃっ!」。ゲベとは仲がいいらしく、ゲベ同様に毒舌。2巻「校長と修行じゃっ!!」に登場した2人組の子供とは別人。『大でんぢゃじ〜典』では雑魚キャラと紹介されているが、初登場の回の終盤でじーさんを校長共々埋めている。『邪』には4巻に1コマだけ、『なんと』には7巻に1コマだけ登場。アニメには登場しなかった。
近所のガキその1
右の方にいる子供。黄色い帽子をかぶっている。黄色いTシャツと緑色の短パンを着用し、黄土色の靴を履いている。
好きな食べ物はガトーショコラ、趣味は囲碁、特技は株取引、将来の夢はくされきった日本をなんとかする事、悩み事はおねしょが直らないこと。
近所のガキその2
左の方にいる子供。背が高い上に鼻水を垂らしている。緑色のTシャツと黄色い長ズボンを着用し、茶色い靴を履いている。
好きな食べ物はところてん、趣味はとり肉をモミモミ、特技はサンダーファイナルフラッシュ、将来の夢はアパート経営、悩み事は自動ドアが開かないこと。
ナレーション
声 - 千葉繁→坂口候一（第2期・第3期）→太田哲治（OVA）→安達まり（うごくまんが デジコロ）
本作の語り手。かなり熱血な口調で話す。主な台詞は「これは世の中の危険と戦い続けるでんぢゃらすなジジイの物語である!」、「説明しよう!（タイムボカンシリーズのナレーションの決め台詞がネタ）」など。たまにじーさんや孫がナレーションを務めることがある。また、アニメでじーさんと孫が風邪で死にかけた時やじーさんが土管に閉じ込められた時には打ち切りのような演技で終わらせようとしたことがある（前者ではじーさんに「坂口君」と呼ばれた）。

### その他のキャラクター
作者（曽山一寿）
声 - 本人
この漫画の作者。じーさんから「クソ作者」呼ばわりされるなど、やたらと邪険にされている。本編に頻繁に登場し、そやまんが（後述）でも登場している。『コロコロ』のじーさん関連の特集やゲーム版の攻略本では「ソヤマ氏」と呼ばれている。
アニメでは「とりあえず面白いこと言ってください」と言われ出演している。そのとき言った言葉は「もみもみ拳法食らえー!」で、声優から引かれた（なお、実際に「食らえ!もみもみ拳法!!」と言っている回が存在する）。
しおととんこつ
元ネタは作者の友人。丸顔で出っ歯の方がしお、厚い唇で鼻をほじっているのがとんこつ。モブキャラクターとして登場。YouTubeアニメでは子供として登場、堀内と杉本のパクリYouTuberが現れたことにより、じーさんを偽物扱いした。
じーさん号
単行本第1巻第2話｢ドライブぶーぶーじゃっ！｣から登場。じーさんが拾った車を改造したことで変形した車。別名「G3号」。じーさんの顔を模しており、じーさん曰く「超安全な車」との事だが、時速300km/hにスピードアップするなど全く安全ではない。最後はビルにぶつかってしまう。アニメでは飛ぶ機能がついていた（実際は車体の部品が吹っ飛ぶというもの）。YouTubeアニメでは校長と崖っぷちレースをするために車が変形した。
校長号
校長専用の戦闘車。ドリル型のボンネットと2輪が特徴。初登場時ではじーさんとの戦いに勝ったが、それ以降は負けるパターンが増えている。YouTubeアニメでは崖っぷちレースに使用。
不良
声 - 坂口候一（アニメ版）→小柳基（うごくまんが デジコロ）
単行本第1巻第3話（連載開始は2001年10月号第1話）｢いざ学校へGOじゃっ！｣から登場。学ランとリーゼントが特徴。通称「怖そうな人」。よく孫がぶつかっている。学ランの下には「さんりお」などの単語や可愛らしいキャラが描かれたシャツを着ている。「おけつワンワン」という犬を飼っている。孫がじーさんに助けを求めても、逃げられるパターンが多い。YouTubeアニメによると高校生らしい。
野良猫
単行本第1巻第3話「いざ学校へGOじゃっ！」から登場。学校へ行く途中でじーさんと孫が出会った猫。じーさん曰く「南アフリカには2秒で500万人を食い殺す猫がいる（夢を見た）」。犬に変装したじーさんに恐れをなして逃げ出した。公園番長の公園に住み着いたこともある。
巨乳仙人
声 - 神田理江
単行本1巻第8話「夢はでっかくじゃっ！」から登場。その名の通り、巨乳の仙人。孫の夢に一度だけ登場（孫曰く「世界一意味のない夢」）。その時は縦ロールのような髪型にセーラー服の母親も登場した。連載200回記念パーティーにも出演した。YouTubeアニメでは校長に「ザキラ」と命名された。
店長
単行本1巻第11話｢おつかいにいくのじゃっ！」から登場。じーさんと孫がおつかいにいったスーパーはなげの店長。かなり大柄で筋骨隆々の体格をした男で、孫を万引き犯と間違えて捕まえたが、じーさんに話をつけようと言われ部屋に行ったが、部屋に入った途端にじーさんから泣きながら土下座された。
芸術仙人
声 - 坂口候一
単行本2巻第14話｢芸術の秋なのじゃっ！｣から登場。絵筆を持った仙人。妙な言動を繰り返した後、自転車に乗って去っていった。
ブサイク仙人
単行本2巻第17話｢お話たくさんじゃっ！｣から3話目に登場。ブサイクというより滅茶苦茶な外見の仙人。魔物の山に住んでいるらしい。
木下部長
単行本2巻第17話｢お話たくさんじゃっ！｣から3話目に登場。魔王城の2階に住んでいる中年男性。男性にもかかわらずブラジャーを着用している。じーさんによるとスイカ割り選手らしい。
虫歯
声 - 太田哲治
単行本2巻第17話「お話たくさんじゃっ！」から1話目に登場。じーさんを虫歯にした張本人。弱そうだが、強力なビームを発射できる。アニメ版では訛った口調が特徴。
本屋さん
声 - 太田哲治
単行本3巻第37話「立ち読みしちゃうのじゃっ！」から登場。見た目はおとなしそうな中年男性だが、万引きとなるとマッチョになり、万引き犯を叩きのめす。
ツボイさん
声 - 坂口候一
アニメ版「美術館へ行くのじゃっ！」から登場。じーさん曰く「ツボのプロ」。じーさんと孫が校長の美術館に訪れ、じーさんが誤って校長の壺を壊した時に登場。ただし、壺ではなくマッサージのツボのプロであり、じーさんに鳩になるツボを押したことで、鳩と化したじーさんは飛び去り、残された孫だけが校長に怒られた。
医者
声 - 坂口候一
単行本第70話「ワシの頭がずどーんじゃっ！」から登場。激突病院の医者。白髭とぐるぐる眼鏡が特徴。じーさんが病院に行ったとき診察を受け持つのは必ず彼である。患者であるじーさんのことはやたらとぞんざいに扱う。
作者の初連載作品である『探偵少年カゲマン』にも登場する。
佐藤さん
単行本第29話「そうじでキレイキレイじゃっ！｣のみ登場。じーさんの親友。どういう訳か下の名前を忘れ去られている。じーさん曰く「掃除のプロ」だが、実際は島田という人物の方で本人は帰ってしまった。
クトゥ屋の店長
声 - 太田哲治
単行本第65話「くつを買うのじゃっ！」のみ登場。ゼンマイ仕掛け。じーさんに買われたが、その次の日にゴミ捨て場に捨てられた。
鳥人間と口人間
声 - 坂口候一 / 河本邦弘
単行本5巻第60話「変なと遊ぶのじゃっ！」のみ登場。じーさんとだるまさんがころんだをしていたコンビ。鳥人間は額に「鳥」と書かれており、口が悪い。口人間は目玉が飛び出て、口が伸びている。同じ単語を2回繰り返して言う。また、一人になると寂しくて泣いてしまう。アニメ2期ではかくれんぼをしており、鳥人間は茶色の鳥である。
てるてるさん
声 - 坂口候一
単行本6巻72話「てるてるさんにおねがいじゃっ！」のみ登場。てるてる坊主の神様。雨が降って遠足が中止にならないか心配する孫のために、じーさんが連れてきた。本人曰く「晴れにするのはラジオ体操ぐらい大変」で、明日の天気を晴れにする儀式をするが、失敗してしまった。アニメでは「テールテルさん」と呼称されており、口調が関西弁になっている。
のぼるくん
単行本6巻第81話のみ登場。頭に角2本とアンテナ一本が生えているじーさんの親友。「ボブ子」という女性に恋をしているらしく、近所のガキに「ウンコを食って」と言われたじーさんに、「ボブ子は笑ってウンコが食える男が好きだ」とそそのかされて、ウンコを食べようとするが、孫に阻止された。
お仕置きのささきさん
単行本7巻第86話のみ登場。じーさんがボタンを押すと上から落ちてくる。じーさんの昔からの付き合いで、大親友（らしい）。
堀内さんと杉本さん
単行本7巻第94話のみ登場。じーさん家に泥棒に入った2人組。後ろ姿はそれぞれじーさんと孫に似ており、着ている服は微妙に違う。じーさんに似た堀内はビン底メガネをかけており、孫に似た杉本は分厚い唇をしている。金目の物が何も無かったため色々と暇つぶしをしていたが、最終的には帰宅したじーさんたちに見つかり逮捕された。YouTubeアニメではじーさんのみようみまねでパクリYouTuberをしていた。
ゴノレフ会長
謎のスポーツ「ゴノレフ」を作った人物。友達がいないらしい。
横山悠（よこやま ゆう）
じーさんの対戦相手として登場した実写のキャラクター。じーさんと主役の座と自分の小遣いをかけて勝負する。結果はじーさんに負けたもののじーさんに「小遣いをいくら持っている？」と聞かれ、終始指を2本出していたためじーさんから「2円しか持ってないの！？」と突っ込まれた。
ゲロ山はく蔵
その名の通りゲロを吐く男。じーさんの落し穴に落ちてそのまま住み着いた校長にゲロを浴びせるもそれを見たゲベによってじーさん共々爆破された。YouTubeアニメではエレベータに閉じ込められてキスしようとするじーさんと孫を見て気味悪さにゲロを浴びせている。
スター☆森脇
シンガーソングライター。「おにごっこの歌」という歌でオチを締めた。
ジミーちゃん
作者が2秒で考えた「これっぽっちも特徴のない心の底からどーでもいいキャラクター」。校長とボクシング対決をした。
ミラクル仮面
正体不明の謎のヒーロー（正体はじーさん）。最後は最強さんに灰にされた。
リンダ
自称金玉つきの38歳。じーさんの命を狙っていた。
リアルなヘンタイ
全裸で夜の街を歩いていた、いわゆる露出狂の中年男性。じーさんと変態対決をしたが最終的にはじーさん共々逮捕された。480万円の借金をかかえている。
巨獣神メテオカオスデーモン
元・校長がじーさんを倒すために建てた「校長バトルタワー」の1階を守っていた怪物。じーさんたちの数百倍もの巨体と6本の角、長い舌を持つ悪魔のような外見が特徴。校長バトルタワーのルール上、1階の敵から倒さないと上の階に上がれないのだが、あまりにも強そうな外見（じーさんいわく「あんな化け物に勝てるわけねーだろ! 出てくる漫画間違えてんじゃねーのか?」「じゃあ孫はあんなのに勝てるっつーのか? 100回コンティニューしたって無理だっつーの!」）から、じーさんたちは1階をすっ飛ばした（2階の相手はバランスが悪いほど弱い）。
作者も描くのに苦労したらしく「巨獣神メテオカオスデーモンは頑張って描きました」とコメントしている。
サツ力一（さつりき はじめ）
じーさんの親戚のいとこの友達の息子。顔がサッカーボール。
本当のおじいちゃん
20巻『本当のおじいちゃんじゃっ！』から2回登場。突如、孫の夢の中に現れた老人。顔、髪型が孫と相似している。実は70年後の世界から来た未来の孫であり、じーさんを思い出の桜の木に来させるため（過去の）孫に「本当のおじいちゃんはワシで、そいつ（じーさん）は偽者だ」と嘘を言い、孫を連れ去った。役目を果たした彼は、じーさんに「久しぶりに会えてうれしかったよ」と言い残し未来に帰った。
おばあちゃん
第1期連載終了直前で登場。11年前に死別したじーさんの妻。じーさんとは孫の夢の中にも出てきた桜の木の下で出会い、そこに彼女の墓がある。なお、命日は孫が生まれた日でもあり、孫と入れ替わるように亡くなった。
なんと!大長編「アホゲーにとじこめられたんですけど」では20年前にじーさんと一緒に、彼が大好きだったゲームをプレイしていたが、プレイ中に病気で倒れた9年後に死去したと判明。じーさんによって9年間必死に看病されていたが、その間ほったらかしにされていたゲームがじーさんを恨むようになってしまう。それを踏まえると、悪気はないものの、彼女はある意味今作の元凶になってしまったと言える。
G・サンジャー
じーさん演じるカードバトラー。カードでバトルを挑むも相手にされない。そのカードは昨日本人が作ったもの。
サイフォー・とし太
芸歴4年目の若手芸人。「サイフォー」のギャグでブレイクを狙っており、今年42歳。校長が「財布を落とした」をじーさんが彼の名前と聞き違えた時に登場し、校長から「ボロ雑巾みたいな芸人」と言われ、ショックで帰っていった（校長の財布はゴミの日に間違って出してしまった）。その後の新聞で引退したことがわかる。
耳沢リー
じーさんの耳から出てきたほか、ラストで大長編の予告をした中年男性。
ヅラひこ
カツラ屋の店長。よく頭のカツラがずれる。
おけつワンワン
前述の不良が飼っている犬。相手のお尻に噛み付くのが好きらしい。
平野
『じーさん邪』のゲームを作ったクリエイター（実在の人物が基になっている）。以前は実家の喫茶店で働いていた。『じーさん邪』のゲームをじーさんたちに見せるが、タイトルが『まさゆきの冒険』となっており、主人公である自分自身を操作するアクションゲームになっていた。内容もバカバカしく、アイテム（ケーキやハブラシ、消しゴムなど）を取ると爆発して死んだり、母親が登場したり、1面のボス「よっちゃん」がすごく強かったりしている。極め付きにはAボタンとBボタンを同時に押すだけでいつでもクリアーできる「いつクリシステム」が搭載されている。2ヶ月後にはゲーム会社は消滅し、彼自身は実家の喫茶店を継ぐことになった。マラソン大会にも出場した。
ぴゅーちゃん
マラソン大会の回で初登場。見事優勝に輝き主役の漫画が描かれた。お出かけが大好き（目次や下ネタも好きらしい）。
キモイよオジサン
見た目通りキモイおじさん。パンツ一丁で常に汗とよだれが流れている。生まれた瞬間からキモイらしいが、実は芸人でキモイのは芸風である。「きーもーいーよー」と言いながら現れ、語尾に「〜キモ」と付ける。『邪』の大長編4弾ではハナミゾレディ戦で「女の子だから嫌がるだろう」という理由でじーさんに呼び出され、狙い通りハナミゾレディは気持ち悪がって泣きながら逃げ出した。その後も孫たちと一緒にハナミゾ大王との戦いにも駆けつけ、じーさんを応援した。
マモール教授、せーふてぃGさん
『でんぢゃらすじーさんと1000人のお友だち邪』より登場。ゲームの情報をじーさんに教えるためにやって来たが、じーさんのあまりの無関心ぶりに怒り、じーさんに勝負を挑むがせーふてぃGさんが「マリオカートやろうぜ」と言ったためにその場にいる全員でマリオカートをプレイした。
じーさん車
じーさんを模した車。髭が扇風機になったり、車の裏にカレンダーがついていたり、ロボに変形したりする（ロボの肩に車原型が残る）。
じーさんロボ
じーさんを模したロボット。尻で鉛筆削りをしてからの「ファイナルビーム」が必殺技。2億円で売れたらしい。また、じーさんロボはもう一つ作ってあるが、何に使うか考えていなかった。
赤ちゃん
声 - 佐倉薫（うごくまんが デジコロ）
初登場はコミックス2巻の53ページに出てきたおばさんの赤ちゃん。2回目は同巻の55ページに出てきたオジさんの赤ちゃん。じーさんが変顔をしたり「いないいないばあ」をすると、真顔になる。初登場時で乳母車に乗せた赤ちゃんをじーさんが誤って乳母車に当たり、坂を下って坂の下の塀にぶつかりそうになった。そこで赤ちゃんは普段から集めたパワーを一気に使い、危うくぶつからなかったが、パワーを使い尽くした後、顔が老け喋るようになった（次の日には元に戻ったらしい）。2回目ではじーさんがお腹が空いた赤ちゃんをじーさんの乳を強制的に飲ませた結果、髭が生えた。
金・二九満（きん・にくまん）
声 - 佐倉薫（うごくまんが デジコロ）
町内ムキムキ決定戦の司会者。数10メートルの巨体からなるマッチョな体型が特徴。司会者なだけに判定に厳しく、優勝が決まらないと本人が優勝確定となる腹黒い一面もある。出場者は田中さん・鈴木さん・佐藤さん（判定はいまいち）、ゲベ（耳だけ筋肉）、校長（パンツを履き忘れたため失格からの逮捕）、じーさん（最強さんに吸収されたものの結果優勝）。
鳳凰（ほうおう）
声 - 岡田望見（うごくまんが デジコロ）
ケツ顎で巨大な頭から足が生えたような外見をしている。電気を消し忘れた孫に注意して、自身に「部屋も家もない」と大笑いする。一人称は「オイドン」で、土佐弁で喋る。ラストで翼を生やし鳳凰に変身し、じーさんと孫を驚かせた。
ゴリ裸（ゴリら）
声 - 佐倉薫（うごくまんが デジコロ）
じーさんの友達で、見た目はごく普通のゴリラ。普段はおとなしいが怒ると誰にも止められず、空き缶をぶつけられた時はすぐさま「殺す」と言うほど。孫に対しては最初は許したものの、急に態度を変えじーさんまで巻き添えにして殴った。元凶となった校長も追いかけまわしたが、校長を庇ったフリをしたじーさんが校長をゴミ収集車に閉じ込め、じーさんと勝利の握手をしてじーさんの手の骨を握りつぶしてしまった（ゴリラの握力は500キロで人間の10倍あるため）。
うんこぞう
うんこの素晴らしさを教えるためにじーさんの家にやってきた。うんこの形をしたパンツをはいていて、うんこが沢山あるものを背負っている。うん高校を卒業し、うん工場で働きながら、うんコマーシャルをしている。最後にじーさんに胴上げされ、頭が天井に当たり粉々になった。
空気嫁内
じーさんと校長、ゲベが落ち込んでいるときにいきなり登場した空気が読めない少年。坊主頭で、ノースリーブの服にマイペースと書かれている。
実写くん
顔から足が二本生えた生物で、じーさんの友人。その名の通り実写の人の顔をしており、常に無表情。モデルとなった人物は不明であったが、後に作者の曽山本人にであることがインタビューで判明している。オスとメスが存在し、電撃結婚する事でじーさんが産まれる。
校長凶死組
校長の部下である3人組。メンバーはペンシル桜井と前述のマッスル竹田、ソプラノ森下。校長は彼らのことを「最強の教師軍団」と称しているが、実際はじーさんでも簡単に倒せるほど弱い。最後は3人とも実写くんに倒された。
ちなみに給料は200円しか出されていない。
アゴ金玉
雨の日の現れ、金玉を臭くする妖怪（孫は「最低の妖怪だ」と評していた）。じーさんが逆らった謎の暗黒組織「ほくろビューティー」を彼が倒したところで初登場。じーさんのマンガに来た理由は「妖怪ウォッチ3に出られなかったから、こっち（じーさんのマンガ）に来た」ということである。ラストでじーさんと友達になり、友達の証として金玉をあげた。宙に浮くことができる。
初登場の話において「アゴ金玉くんが妖怪ウォッチ4に出られますように」というナレーションで締めくくられたが、無論妖怪ウォッチ4にも登場していない。
ケンちゃん
5歳児。最近じーさんの家の近所に引っ越したきたらしい。見た目は可愛いが、にらめっこを彼としようとすると「ガキの遊びじゃねえか」や「3歳で卒業してる」と言ったり、ポケモン X・Yを「古い」と言い、時代はサン・ムーンと語っている。「ウンコ」と言うと、3時間も大笑いする。その後急に寝てしまった。
新キャラ
『邪』最終回で登場。人間の顔に、長い首、胴体にはネジが1本生えていて、人間のような足が生えている二足歩行の生き物。名前もなければ、想い出も何一つない。言葉も何一つ発しない。50年ハワイ旅行争奪戦で勝ったため、ハワイに旅立った。
ケンタウロス
ケンタウロスのケツに入るバイトをやっていて、じーさんの家の洗濯機に住んでいる。ラストで孫がじーさんがやっているトイレの寿司屋でバイトをしたので、ケンタウロスのケツから警察が出てきて、2人は逮捕された。
豪便寺周斗
一見ユニフォームを着ており、サッカーのプロに見えるが、舌や手を使ってボールを取ったり、PKを「パンツかぶり」と勘違いしていた。実はサッカーのプロではなく、プロの無職だった。
天井院（てんじょういん）
いつも天井に張り付いている貴族。文字通り上から目線で物事を見ている。貴族らしく様々な物に「お」を付けて言う（「おデリシャス」「お屋敷」「おフランスでおダンスパーティ」など）。家族構成は父、母、妹、犬。家は立派だが、天井しかない。相手のことを「庶民」と呼ぶ。また、作者曰く、登場する時、天井を見たらもういるというのが一番びっくりすると思い、その理由で彼が生まれた（『なんと！』4巻74ページより）。
床弾坊（ゆかだんぼう）
天井院の召使で、いつも床に張り付いている。口からの光線「床弾」および、全ての物を体内に吸い込む必殺技「床下収納」が使える。
尻鳥
しりとりの神。顔が尻になっている。じーさんがしりとりが下手な理由を「漫画のタイトルが「ん」で終わっているから」と説明する。
馬井
じーさんのハンバーガーショップのバイトで、たるんだほっぺと薄毛の中年男性。孫に不味いハンバーガー（ジャム、酢、鼻くそ入り）を食べさせたため、クビにされ同時に店も閉店された。また、半バカ&甲羅セットのオモチャのモデルにもなっている。
ナゾナゾジジイ
本名は「権田岩三郎」、今年で86才。テレビからいきなり出てきて、じーさんになぞなぞで勝負し、勝ったが、ゲベに倒され、結局ゲベが勝った。
ストップウォッ神
ストップウォッチの神で、頭がストップウォッチ。ストップウォッチを10秒ピッタリで止める修行をじーさんにつけるが、その結果じーさんはより短い時間で止めるゲームでも10秒ピッタリでしか止められなくなった。
引っこし大好きコシコシくん
頭がビルの半裸の人物。わらしべ長者の話になぞらえて、じーさんがコロコロの2番目の「コ」の字と交換して入手した。そしてじーさんと大きなお屋敷を交換してもらい、そこに住んだ。
憎（にく）
人々の憎しみが集まって生まれた肉。
早口くん
早口言葉を言うために生まれてきた。唇に足が生えた姿をしている。じーさんと早口言葉で対決するが、最終的に2人共ブタに殴り倒される。
ケシ沢ゴム吉
ケシカスくんの弟の友達の兄貴の父親の親戚の娘のペットの子分の知り合い。ドミノ倒しをするために呼ばれたが潰されてしまった。
ニセ近藤
本人曰く「近藤の偽物」らしいが、じーさんから「近藤って誰だ」と突っ込まれた。
錦鯉（長谷川雅紀・渡辺隆）
じーさんに「お笑い界のでんぢゃらすじーさん」をかけて対決を挑んだ。
これ以外にもその場限りのキャラクターが大量に存在する。大抵は名前が分からない上に、次回以降に登場することはほとんどない。女性キャラクターはごく少数ほどしか登場せず、そのほとんどが女性どころか人間の形すらしていない。

### お友だち軍団
じーさんと固い友情で結ばれた仲間たち。読者から送られて来るものが主流となっているため、ここでは作者が考案した人物も含め比較的登場回数が多いキャラクターを記載する。
火ダルマくん
声 - 太田哲治
いつも燃えている。水に入ると死んでしまうらしく、マラソン大会では湖のポイントで燃え尽きてリタイヤとなった。
半・分太（はん・ぶんた）
声 - 坂口候一、岡田望見（うごくまんが デジコロ）
外見は普通の少年が無表情の顔して、コマの隅に半分描かれているだけの姿をしている。とても恥ずかしがり屋のため、半分の状態でしか登場できない（また、吹き出しやモットーも半分である）。
「普通の人の半分くらいの人生で死ぬ」と自負するが、ある出来事で孫とゲーちゃんを除く全員が死亡した際、「半分生き残っただけありがたいと思え!」と発言するなど怖い面がある。
彼の家族（両親、弟、飼い犬）も半分のみ登場する。祖父（声 - 千葉繁）は普通に全身が出ているが後ろ半分がない。自宅は半がつく代物であふれており（半ライス、半魚人など）、家具もすべて半分になっている。マラソン大会ではちゃっかり2位でゴールした。お友だち軍団の中では1番出番が多い。
三子間弟下ヌ（さんこまでしぬ）
声 - 坂口候一
テンションが高く元気いっぱいだが、その名のとおり、登場してから唐突に血を吐いてわずか3コマで死ぬ。その内生き返るが、その度に3コマ目には何かしらの理由も無くどうしても唐突に死んでしまう（その際血を吐くことがほとんど）。ただし、3コマ以上出ず、死なずにフェードアウトすることもある。YouTubeアニメでは3秒で死ぬキャラに変更されている。
帽子と着ている服に書かれている数字、出っ歯の数、頭のてっぺんの髪と後ろ髪のトンガリの本数全てが3である。
気分によって二子間弟下ヌ（2コマで死ぬ）、一子間弟下ヌ（1コマで死ぬ）に姿を変えることができ、前述の外見上の特徴もそれに応じて変化する。なお、初登場時と再登場以降ではデザインが若干異なる。
ゲーちゃん
トカゲ。特に何もしない。
スーパーうんちくん
ウンコの姿をしているヒーロー。他にも同様のタイプのお友だちが数人も送られた。
血出血火（ちでぢか）
炎と血が出るシカ。季節によって色が変わるらしい。一度三子間弟下ヌが着ぐるみとして着ていたことがあった。
鼻出下子（はなでかこ）
鼻が大きい少女。鼻柄の服や靴、アクセサリーがお気に入り。
不路仁入雷頭（ふろにはいらず）
風呂に入らなかった青年。
むしおじさん
虫のような姿のおじさん。
ズバリアスリドアンバスパボドスコアン
とにかく気持ち悪い生命体。一応日本人らしい。特徴は不明。
ツパン・カーメン
人前でかぶったパンツが取れない。
ラリルレロンゲロンゲ
声 - 坂口候一
全体がロン毛でできている。普段はおとなしいが、キレると手が付けられなくなる。
歯毛野 巣字通（はげの すうつ）
スーツ姿に奇抜な一本毛の男。身なりには結構うるさい。
ふるちんのすけ
男性器の形をした生物。口が無いが「〜だっちん」が口癖だったり、回によっては平然と人語を話したりする。体臭はけっこう臭い。『なんと』では出番が増えている。
あばれん棒
いつも怒ってぐるぐる回っている棒。
魔星蟲ダークネスクライサー1世
昆虫に分類される闇の帝王。一度キレ出すと止まらない（初登場では孫の一言で怒り出した）。すべてを破壊する。
幽・0子
その名の通り、女幽霊の姿をしている。校長の体に乗り移って、孫やじーさんたちを襲うがゲベに成敗され、校長の体を抜け出る。じーさんが付録のお札を使って封印しようとした結果、友達だとわかり和解した。その後、お札はゲベがじーさんを封印するために使用された。
完くん
人前に出ると何かが終わる。漢字の“完”のような姿をしている。

### でんぢゃらすリーマンのキャラクター
リーマン
電邪商事のサラリーマン。他シリーズのように人前でウンコを出したり、おならで空を飛ぶが、他の人には全然通じないので、戸惑ってしまう。よく会社をクビにされたり、逮捕されたりする。じーさんよりリアルな顔をしていて普段は8頭身で描かれるがたまにお馴染みの顔と従来の頭身になる。
部長
電邪商事の部長。メガネをかけており小太りな体格が特徴。しょっちゅうリーマンに殴られたりする。実は下着泥棒の常習犯だった。昔会社のお金を横領したことがあり、その証拠をなくすためにハンマーでパソコンを叩き壊していた。また、リーマンと同じく逮捕されることが多い。
こちょ田
新入社員で、基本的に「受け身」。校長の顔と似ているが若干違うところがあり、痩せ細った体格をしている。他人とコミュニケーションを取るのが苦手で、いわゆる「コミュ症」であり、たまに嘔吐する（また、酒も飲めない）しかしネットではキャラが違っている。

### 大長編キャラクター

#### でんぢゃらすじーさん大長編

##### 第1弾
セルフワン
地球から離れた惑星の宇宙人（どこの惑星出身かは不明）。一人称は「オレ」。何事も人任せにする性格。部下は、後述のロボット軍団と校長を闇玉を喰らわせてパワーアップさせたブラック校長と前述のちゃむらいであるが、いずれも役に立たない。セルフワン・スペース号という宇宙船を所有している。
各惑星に存在していた闇の石板を囲み闇の大魔王を復活させることで、全宇宙を征服しようと企んでいる。部下たちと共にあと2つとなった闇の石板のありかである地球にやって来る。その途中で闇の石板が一塁ベースや座布団として使われてしまう苦労も見せつつも、その力を使って闇の大魔王を復活させる。その際に、セルフワンが他人に頼ってばかりいることをじーさんに指摘され、それが事実であることに気づき誰の力も借りず、自分の力だけでじーさんを倒して気絶させる。だが、気絶と同時に笑ったじーさんの顔を見て、「じーさんは自分の力で戦うことを教えるためにわざとやられた」と察して激怒し、彼の胸ぐらを掴んだ直後に、闇の大魔王の光線で胸を撃ち抜かれる。その際、セルフワン・スペース号の自爆装置が作動し、孫に「お前のジジイには借りが出来た」と言い残して意識を失ってしまった。
闇の大魔王敗北後、セルフワン・スペース号はじーさんと孫を巻き込むかのように大爆発してしまったが、無事に生存した（じーさんと孫はちゃむらいに救出されており、じーさんも彼が死んだとは思っていなかった）。そして、これからは自分自身の力で生きていくことを決意する。
黒色の長髪で脳天に一本のアンテナを生やしている。
週末にぶわ〜っと温泉に行きたがっている。
ロボット軍団
セルフワンの部下たち。主の命令には忠実で、闇玉（これを喰らわすと心が闇に染まり、セルフワン軍の部下になる武器）を製造したのも彼らである。全員、人型であり人間の言葉を話し、バズーカ砲を所持しているが、じーさんのゲロを嫌がるなどロボットらしくない一面も見せる。じーさんのオナラで吹き飛ばされた後は登場していない。
闇の大魔王
闇の石版の力により、封印の水晶の力により能力を封じられていた大魔王。一人称は「オレ様」。その正体は物語冒頭からずっと文字を囲んでいた頭1つと長い両腕だけのメッセージウィンドウそのものであり、魔王としての正体を現した時は孫も驚愕した。戦力として光線を使用し、用済みとなったセルフワンの胸を撃ち抜いた。
人類は利用してから殺すという魔王を通り越して悪魔としての独自の考えを持っており、「全ての人間はオレ様のために働いてオレ様のために死ねばいい」と考えている。自分の力を取り戻すために利用したセルフワンを攻撃するも、セルフワンに殴られ気絶していたじーさんの渾身のパンチによって倒され、サブタイトルと同じ断末魔を上げると共に宇宙船の爆発と共に死亡した。

##### 第2弾
ドクタージョウ
世界一の科学者になる事が夢で、親友であったユウとどちらが夢を叶えられるかという競争を約束する。しかし彼が病死した事をきっかけに、世界一強い男になるという彼の夢を叶えさせることを決意。
10年後、最強さんの腹の中で彼のエネルギーを吸い取り、ユウをロボットとして復活させることに成功する（ゲベによると最強さんの腹に菌が存在していると言っている）が、10年前の記憶を失っていただけでなく、自分の事を「利用されてくれる大切な友達」としか見ていないことを知り、落胆する。彼の唯一の弱点「放たれた友情」を知っているが、「放たれた友情」=鼻水を彼に与えたため、性格が一変した彼に貫かれ致命傷を受けてしまう。じーさんが彼に本当の友情を教えた後、彼らを出口へと行かせ爆発したユウの後を追うように死亡した。年齢は19歳である。
悪の科学者を髣髴とさせる肩に棘が生えた白衣を着ており、変わった眼鏡を掛けている（10年前は普通の眼鏡を掛けていた）。髪の色は黄色で正面から見ると10年前の時と変わっていないが、髪を一本結びにしているのが覗かれる。
ゴリラがメキシコから転がってきたという夢を見たらしい。
ユウ
放課後に逆上がりの練習で苦戦していたところをジョウと出会い、親友になった。世界一強い男になるのが夢であったが、突然病死してしまった。
あれから10年後、ジョウの科学力と最強さんから吸い取ったエネルギーによってロボットとして復活したものの、生前の記憶を失っており、ジョウの事も「自分に利用されてくれる大切な友達」としか見ていない。「人間は一人では生きていくことはできない、誰かに助けてもらうから強くなれる」という考えを持っている。彼の唯一の弱点は「放たれた友情」であり、ジョウの鼻水を浴びてしまい頭頂部が爆発。穏やかながら自分勝手で冷酷な性格から凶暴な性格に一変しジョウの体を貫く。じーさんとの戦いで殴られ、「人間は一人では生きていくことはできない。しかし、『一人で生きていける』と強がることはできる」こと、「一人で全力で戦い、それでもダメだった時、一緒に戦おうと言うのが本当の友達」だということ、そしてジョウと初めて出会った時のことを思いだし、涙を流しつつジョウの名を叫びながら爆死した。没時の年齢は9歳。ジョウからは「ユウちゃん」と呼ばれている。
メカ軍団
ドクタージョウが造った最強のメカ軍団。前作のロボット軍団とは違い、人型ではなく、言葉を話さない。じーさんと孫の必殺孫バットによって一掃された。

##### 第3弾
夢見関（ゆめみぜき）
登山中に遭難したじーさんたちの前に現れた、年老いて痩せこけた力士。世界一の力士になることが夢だったが、夢を叶えることができず、それどころか太って胸が大きくなったせいで周りの者から馬鹿にされるという人生を送った。「夢の道」と「現実の道」に分かれている"時空の分かれ道（タイムフォークロード）"という人生をやり直せる分かれ道の一つ、「現実の道」へいこうとしたが、その分かれ道に通じる扉には鍵がかかっており、その鍵穴には校長のとんがり頭が鍵にぴったりだったため、彼に愛の告白をして連れ去った。登場直後はじーさんに2秒で負けるほど弱かったが、扉の中へ入ると夢現道の魔法で若返り、転がってきた岩を素手で受け止めるほど強くなった。ゲベやじーさんに言われた言葉を通して、「子供は夢を生み出すことが出来る、そして大人は夢を育てることが出来ること」「『夢』や『現実』よりも人生で一番大切なこと、それはどんな道でも胸を張って生きること」に気がつく。
夢現道（むげんどう）
人生をやり直したいという甘い考えを持った人間が大好物な妖怪で、時空の分かれ道（タイムフォークロード）の正体。
それぞれの分かれ道の先に手があり、胴体が蛇のようになっている。夢見関をかばったゲベを丸飲みし、今度はじーさんをつかまえたが、じーさんの「おっぱい」という言葉に唖然する。その後夢見関の張り手を喰らい、ゲベを吐きだしふっ飛んで行った。その際、じーさんたちに「一番大切なのは（おっぱい）＝「胸」を（張り手）＝「張って」歩くことさ」と教えられる。

##### 第4弾
ドルマネー
金持ちばかりが住まう惑星・カネー星からやって来た宇宙人。カネー星で唯一の貧乏で、貧しくとも病弱で寝たきりな母親や3人の弟たちと暮らしていたが、貧乏であることを理由に周りの者から過酷ないじめを受けていた。その結果から分かったのは「世の中は金」であり、お金が沢山富んでいる地球に降り立つ。その後、孫を倉庫まで誘拐し、じーさんに孫を誘拐したことを話し、身代金として100000000000000000000000000（100じょ）円を要求。
登場直後は頭以外針金人間であったが、じーさんが持って来た270円を食べ、普通の体付きへと変化（体格とは裏腹にその強さは元・校長を拳一発で吹飛ばすほど）。見つかりそうで見つけられない兵器・おっかねぇメーターを100まで満たすためには多量のお金が必要だったため、孫を連れ去った。その後、ちゃむらいの3万円を食べて竜と魔王を合わせた姿へと変化し（この時点から一対の翼と尻尾、腹に刻まれている￥マークという姿となる）、さらに銀行の有り金全てを食べ尽くして先程の姿とはさらに変化を遂げてしまった。その後もおっかねぇメーターはどんどん増え続け、99の所で先程吹き飛ばした元・校長のトンガリ頭が脳天に突き刺さり、大量のお金を吐き出したことで急速にパワーダウンしてしまう。そのことを激怒し孫を攻撃するが、それがじーさんの逆鱗に触れ、彼と激突。
お金はこの世で大切な物だがそれは4位で、3位は夢、2位は友達、そして1位は家族だとじーさんに教えられたと同時に、拳を喰らっておっかねぇメーターが0に到達し、それが消滅してしまったことで爆発、普通の体付きへ戻り、家族と再会を果たす夢を見て意識を取り戻す。そしてじーさんから「お金は夢と友達、そして愛する家族を守るために存在する物」だと教えられた後、これからは愛する家族のために働くことを決意、改心し故郷・カネー星へと帰って行った。
作中にじーさんから何度も「4位」と呼ばれ続け拒否していたが、最後には「ドルマネー」と呼ばれた。実は本人が言うおっかねぇメーターはページ数の代わりに存在していた。宇宙人が登場するのは上記の第1弾以来である。キャラクタープロフィールは、お金にちなんだプロフィールとなっている。

##### 第5弾
柴田（しばた）
ステイルに殺処分されそうになっていた子犬。犬種は柴犬。前髪のような毛が特徴。
売れ残りで唯一生きていたため、ゲベと出会い大切な仲間となった（台詞からは、家族も本当の意味での仲間もいなかった）。名前はゲベに付けてもらったもので、由来は前述のとおり柴犬だから。ゲベと共に今まで望んでいた外の世界に向けて脱出するも、待ち伏せしていたステイルの銃に撃たれ命を落とした。それでも最後まで彼女によって負傷したゲベに背負われ、じーさん、孫、ゲベの父親であるデビルキャットと共に全面破壊されたペットショップ「ステイル」から脱出した。脱出後、ゲベに見守られながら安らかに天国へ昇っていったかと思われていたが、最後のコマの台詞から生きているということが分かる（ただしゲベの夢の中での台詞であり、再登場もしていないため本当かどうかは不明）。
ステイル
ペットショップ「ステイル」の店長。猫耳を模したカチューシャと黒色のおかっぱに小さい眼鏡とタラコ唇が特徴の大柄な女性。来店して来たじーさんたちに明るく大胆に振舞う面を見せる。
しかし、上述の明るく大胆な性格は全て演技であり、本性は「飽きる」という理由で売れ残ったペットをゴミ扱いし（ペットたちの様子から虐待を加えている事もうかがえる）、殺してから捨てるという冷酷非道かつ残忍極まりない凶悪な性格で、自分の父親ですら「関係ない」とゴミ扱いするという外道（本人いわく、「もともとペットショップなんて真面目にやる気ないし、3日も売れなかったら飽きちゃう」「今はペットを捨ててる人なんていっぱいいるのよ。だからアタシだって捨ててもいいじゃん」）。このエピソードが収録されている単行本19巻の作品紹介でも「大長編シリーズ史上最凶の悪」と述べられており、作者は「今回の大長編は、悪の存在がいつもより少しリアルです。『この話で誰かが傷ついたりしないだろうか』そんな危ない橋を渡ってまでこの話を描きたかった」とコメントしている。
殺処分する予定だった柴田をライフル銃で打ち抜き、さらにゲベを負傷させ彼らを地下牢にぶち込む。その後、その光景を見ていたちゃむらいの伝言でやって来たじーさんと孫をペットだと勘違いして地下牢にぶち込み、そこで再び対面したじーさんと孫、柴田を背負ったゲベを化け物軍団で追い詰めるも化け物共はじーさんの奇策によって一掃されてしまった。だが「デビルキャットがいれば、あいつらなんかいらない。もうみんな捨ててしまいましょう」と言って、化け物度共をあっさりと捨ててしまった（本人いわく「役に立たないものは何だって捨てる」らしい）。最後の切り札としてデビルキャットを出すが、彼こそがゲベの父だと判明。息子であるゲベを襲わせたことによって彼の逆鱗に触れ、自分が散々こき下ろした父親によってペットショップ「ステイル」もろとも潰されるという因果応報な末路を辿った。
化け物軍団
ペットショップ「ステイル」の地下牢にいる化け物共。デーモンライオン、三つ目ドッグ、スネークゴブリン、アイフットの4体。
じーさんに及ばず、あっさり負けてしまった。
デビルキャット
ペットショップ「ステイル」にいる史上最強の猫。その実力は、何体もの化け物を従えているステイルが「あいつに勝てる奴なんてこの世にいない」「最強最悪の超化け物」と豪語するほど。外見は体格と顔つきが人間に近くなったようなゲベと言った感じで、体長は息子のゲベの数十倍もある。ゲベ同様人語を話す（口調も中年男性のような口調となっている）。最後まで仲間の気持ちを忘れなかったゲベのことをよく理解している。
元はゲベの父親。息子のゲベを襲わせたステイルに対して激怒し、彼女と一緒にペットショップ「ステイル」を全面破壊した。

#### でんぢゃらすじーさん邪大長編

##### 第1弾
オナライダー
じーさんたちの前に突如現れた自称「無敵のヒーロー」で姿は赤い仮面と腹部に『お』が書かれたコスチューム、そして丸出しの尻が特徴で名前の通りオナラで攻撃する。一人称は「オイラ」。
登場した直後にじーさんに頼まれて校長を倒し（理由は焼き芋を奪われたため）、じーさんに感謝されるがその後も「悪は完全にたたきのめす」と言い、必要以上に校長を叩きのめした後、秘密基地（公衆トイレの便器が入り口）へと連衡。その後、尾行してきたじーさんたちをヘーデルの命令により攻撃するがヘーデルの命令に疑問を感じたために生かしておき、逃がす（その際じーさんに「オマエ、ぜんぜんヒーローっぽくないぞ」と言われる）。その後、見つかってしまったじーさんにかけられた言葉により、ヘーデルたちから反逆。逃げるじーさんたちを援護した後、ヘーデルの部屋に突入し、説得するが反論されて再び仲間と戦う。一方的に攻撃を受けるが直後に「無敵とは『敵が無い』という意味なんだぜ…。敵なんて無いから、誰も倒さない、誰も殺さない」と断言をする。しかし、直後に真のドクター・ヘーデルが取り付いた孫によって胴体を貫かれ、死亡したかと思われたがロボットだったので（後記参照）死ななかった。その後、ヘーデルの正体を知り、落胆するじーさんを励まし、思い出は忘れることが無いと悟る（当のじーさんは孫と校長のことをすっかり忘れていた）。
その正体はヘーデルがわずかに覚えていた記憶（じーさんとの思い出）を頼りに作り上げたロボットであり、その仮面の下の素顔は紛れもなく幼いころのじーさんの顔そのものである。
スカンクマン、ブーブー仮面、ぷりぷりマスク
オナライダーの家族のような存在。ドクター・ヘーデルの命令には逆らえないため、罪悪感を感じながらもオナライダーを一方的に攻撃するが、オナライダーの断言で攻撃をやめたため、ヘーデルに役立たずとみなされ全員機能停止させられた。
ドクター・ヘーデル
オナライダーや他のヒーローロボットの生みの親であり、人々を捕まえてヒーローロボットを作らせ、帝国を作るのが目的。
一か月前に病気にかかり、仮面をつけて眠っていた。しかし、既に死去しており、その後も夢をかなえるために魂だけで活動していた。
『ヒーローとは目の前の「敵」を倒す者』とみなしており、そのため、じーさんたちをオナライダーたちによって始末しようとするがオナライダーたちの反発により失敗し、反発したオナライダーたちをあらかじめ基地に入ってきたときから取り付いていた孫の体を使って倒し、ゴミなどと罵倒するがそのことに逆鱗に触れたじーさんのオナラ一発で倒され、成仏した。
正体はじーさんの幼馴染の「兵ノ助」。じーさんからは「へーちゃん」と呼ばれる。周囲からいじめられていたのをじーさんに助けられて親友となったが、交通事故により10歳より以前の記憶をなくしていた。しかし、僅かに残ったじーさんとの思い出を頼りにオナライダーを作り上げているなど、完全に忘れていたわけではなかった模様。

##### 第2弾
本作のゲストキャラクターは全て読者投稿によるもの。
風邪のおまた三郎
裸でマントを着こなし頭にはハチマキとまたと書かれた扇子を掲げて常に又を隠している。一人称は「ボクちん」で語尾に「っしゅ」をつける。
じーさんの元・お友達で自分がこのかっこうのせいで友達がまったくできず一人でいたところをじーさんと出会い友達になったが別れ際に「またナ」と言われ又が丸見えな自分をバカにされたと思う。ある日、ある遺跡であのおかたと呼ばれる人物と出会い、人をあやつる力を授かりお友だち軍団の強そうなやつだけにさいみん術をかけ真・お友だち軍団を結成、自分を馬鹿にしたじーさんに復讐することを企む。そのためにじーさんにお友達軍団を残らず呼ばせ遺跡へと招き入れ真・お友達軍団とお友達軍団のどちらかが強いかハッキリさせようと勝負を挑む。だがさいみん術で戦わせているだけでチームプレイに弱い真・お友達軍団が一方的に押され降参を申し出ようとするお友達に対して「消えろ、もう会いたくない」と言葉を投げかけるがそれによってさいみん術が解け形勢不利に陥る。そこへモニターを通じて現れたあのおかたに助けを求めるもさっき自身が言った言葉を返された上、自分が利用されたことでショックのあまり涙を流す。だがお友達だといってくれたじーさんにあのおかたの居場所を教えすべてが終わった後は自分がやったことをじーさんに謝りじーさんから友達になろうと誘われるが迷惑をかけたから無理だと断りどこかでひっそり暮らすと言い残し立ち去る。その後、また一人でいたところを真・お友だち軍団と会いみんなから「またナ」の本当の意味（漢字の「又」にカタカナの「ナ」を斜めに並べて書くと「友」になる）を知る。
真・お友だち軍団
元は校長からじーさんを守るために駆けつけたが、本人たちは頑張っていたのにじーさんは「またナー☆」と帰ってしまったため、じーさんは自分たちを友達だと思っていないのではないかと悩んでいたところをおまた三郎と遭遇し、さいみん術にかけられてしまう。先述のおまた三郎の言葉によりさいみん術が解けてもなお、真・お友だち軍団としておまた三郎のもとに就いた。
友達 守
友だちを守るボクサーのような少年。
二毛足 早男
足がとても速い。イケメン。
大泥坊
泥を投げつける男。
個魔我理三
駒とお巡りさんが融合されている。
爆発 土っ管
しょっちゅう爆発している土管。
ミスター・ノーズ
鼻がよく利く。
あのおかた
一人で遺跡にいたおまた三郎にお友達を増やす力を与えたなぞの人物。遺跡へと招かれたじーさんの前にモニターを通じて喋り体もほとんどシルエットであり、おまた三郎によれば一番の友達だという。
その正体は百年前に地下遺跡に封じ込められた魔物（本人曰く、実際には入れ物が正しいという）であり、おまた三郎を利用して人間を集めさせ生命エネルギーを吸い取って自分が世界の王になるのが目的で戦いなどはどうでもいいという。そして自分に助けを求めてきたおまた三郎に「消えろ、もう会いたくない」と言葉を返し、さらに自分を友達だと言うおまた三郎を嘲笑ったためにじーさんの逆鱗に触れてしまう。おまた三郎が居場所をじーさんに教えたために居場所がばれてしまい訪れたじーさんの前に正体を現すがその姿はバケツに目とあごに尻があるその通り入れ物の姿で名前は「ばケツ」である。最後には正体を知ったじーさんの拳の一発によってあっさり殴り倒された。

##### 第3弾
ライラー
遊園地「イライランド」のマスコットキャラクター。怒りに満ちた怪物のような顔をしているが、それは仕事用であり、本来の顔は人間のような顔である。イライランドはイライラした者だけが入れる遊園地で、バリアーで覆われ出ることができない。アトラクションも人をイライラさせる物ばかりである。怒っているときは“（怒）”、喜んでいるときは“（喜）”という風に台詞のあとに自身の心境が括弧内に表されている。にらめっこが得意。
イライランドは「世界からイライラをなくす夢の楽園」と豪語しているが、実際は伝説の魔人「カンニン・ブークロ」を復活させるための場所だった。過去に自分の身に起こったであろう嫌な出来事を人のせいにし（じーさんには人のせいにすることで自分を守ろうとする行為に対し「くだらない」と呆れられる）、偶然遭遇した魔人を使って人を消してやろうと企む。しかし魔人に裏切られ消されそうになるが、じーさんに助けられ、孫やお友だち軍団の皆がじーさんを手伝うのを見て、人のせいにしない者もいるということを知る。その後ケジメをつけ、皆と協力して魔人を撃破。そして嫌なことを自分のせいにできる強い人間になると誓う。その後じーさんたちは土手で目覚め、イライランドは夢の中での出来事だということが明らかになったものの、ライラー自身は実在していることがうかがえる。
名前こそ紹介されたものの、ライラー本人は大長編シリーズのキャラクターでは珍しく自分の名前を名乗っておらず、じーさんたちから名前で呼ばれることも無かった。
カンニン・ブークロ
イライランドのお化け屋敷に封印され、ライラーによって復活を遂げた魔神。背が小さく、ゴミ袋のような姿をしている（ライラー曰く「期待外れ」）。また、イライラすると小屋に引きこもる。ライラーに人間を消滅させるよう命じられるが、反感を起こし口から強力なビームをライラーに向け発射する。しかし、じーさんたちの「仲直り」パワーでビームを弾き返され爆死した。

##### 第4弾
ハナミゾ大王
鼻の下のミゾ計画の計画者である宇宙人。心に溝が出来ており、部下のハナミゾ四天鼻衆たちを毛嫌いし冷たくあしらうばかりか、殺すことも厭わない冷酷な性格。長い鼻の下の溝（人中）はペンで描いた線。この線は故郷の星が壊滅した時、当時子供だった四天鼻衆を笑わせて少しでも元気づけるためのギャグとして書いたもの。彼のハナクソを食べると鼻の溝が異常に長くなり、沢山食べると顎が地面についてしまう（当初はこれが鼻の下のミゾ計画としていたが、これは本当の計画を隠すための嘘に過ぎず、実際は宇宙船の下から溝を地球のコアに伸ばしてエネルギーを吸い取り、死の星にすることだった）。主な武器はハナクソの剣「ハナクソード」、必殺技は「ハナ水でっぽー」、「ファイナルハナクソニック」。じーさんと勝負し、最初は圧倒的な強さを見せつけたが、やられた四天鼻衆たちを消し去ろうとした時にじーさんが彼らを庇ったため、彼には心に溝がない事を知り動揺する。最終的には四天鼻衆たちを追い出した後、じーさんに1対1の勝負を挑み、拳で吐血させるほどの大打撃を与えるが、鼻に指をつっこまれて鼻血を出して倒れた。
前述のように、故郷の惑星は壊滅しており、生き残ったのは自分と当時子供だった四天鼻衆ら5人だけになってしまった。四天鼻衆たちを家族として迎え入れ、楽しく宇宙を旅していたが、次第に周りに人がいることに鬱陶しさを感じ始め、心に溝が出来てしまったらしい。じーさんに負けた後は、宇宙船を爆破して本当に一人になろうとするが、追い出したはずの四天鼻衆たちに「死ぬ時は一緒です」と言われ、嘲笑いつつも彼らを抱きとめる。そのまま彼らと運命を共にしたと思われたが、実は生きており、その後はブツブツ文句を叩きつつも、再び四天鼻衆たちを連れて旅立っていった。
ハナミゾ四天鼻衆
ハナミゾ大王に仕える4人の部下。戦士風の「ハナミゾウォーリアー」、キックが得意な「ハナミゾカンフー」、紅一点の「ハナミゾレディ」、猫の「ハナミゾキャット」。故郷の星が壊滅して以来、自分たちの面倒をずっと見てくれていたハナミゾ大王を心から愛し、忠誠を誓っている。
戦闘力は孫でも勝てるほど弱く、大王に足手まといとされ始末されそうになるが、じーさんに助けられる。そして大王を応援するも大王に「出ていけ、お前らなんか大嫌いだ!!」と言われ、泣きながら追い出されるが、宇宙船の爆発直前に大王のもとへ戻ってきた。その後は大王同様生きており、共に旅立っていった。

##### 第5弾
豪傑 秘風（ごうけつ ひっぷう）
ツーケーの弟子。人見知りで頭が悪く、「ケツ」と「勝つ」を言い間違える事が多い。人見知り故、常に若干下を向いているためか、普段は目が影に隠れていて見えない（ただし気持ちが高ぶると片目だけ描かれるようになり、最後のページでは前を向いて素顔を見せている）。一度はじーさんに勝利するも、敗北したじーさんが再び自分に挑もうとし、ゲベから「勝負は負けた時の方が学べることが多い」と言われ、じーさんと再び真剣勝負をするが、じーさんが朝から貯めてきたうんこを出す「シリカラブリ」を喰らい敗北。その後は師匠と再会し、修行の末に世界格闘技大会で優勝した。
ツーケー
秘風の師匠。名前の由来は「ケツ」の逆さ読み。最強の拳法「シリカラテ」の創始者である小柄な老人。語尾に「ぜよ」をつける。戦いを「勝つことが全て」と言い切り、勝利を得るためには手段を選ばない卑怯さと、敗者を容赦無く切り捨てる非情さを併せ持つ。じーさんの家を道場の受付にするためにじーさんの家の上に道場を建てたが、その真意はじーさんの家にあるという最強の拳法が書かれた古文書（じーさんの家のトイレットペーパー）を探し、処分すること。秘風とじーさんの真剣勝負中、孫を狙うよう秘風に命令するが、正々堂々とした勝負を望む秘風によって道場の外に投げ飛ばされた。その後、秘風と再会し、戦いで一番大切なことが「強くなること」だと知り、再び秘風に修行をつけた。

##### 第6弾
本作のゲストキャラクターは全て読者投稿によるもの。
でんぢゃ軍
でんぢゃらす王国の平和を守ろうとする軍団。
オセロげき強じーさん
オセロの石を両手に持っているじーさん。必殺技は「オセロ白黒プレス」。
工事現場の三角のやつじーさん。
カラーコーンの姿をしたじーさん。
トイプードルじーさん
トイプードルの姿をしたじーさん。
主婦じーさん
専業主婦の姿をしたじーさん。
ふかづめじーさん
深爪をした指の姿をしたじーさん。必殺技は「ふかづめアタック」
カタツ無理じーさん
かたつむりのじーさん。でかいケツじーさんの後をつけ、でんぢゃ軍をぢゃらす城へと先導した。
カミの毛じーさん
一本の髪の毛に目がついたじーさん。でんぢゃらす王国の支配者の座を狙っており、じーさんの髪の毛に隠れてダークネスじーさんを倒すチャンスをうかがっていた。じーさんの洗脳が解けた瞬間にダークネスじーさんの腹を貫き、真の姿「でんぢゃラスボスじーさん」となるが、じーさんとでかいケツじーさんの連携によって倒される。
でかいケツじーさん
大きなお尻の胴体を持つじーさん。元々はぢゃらす軍の戦士だったが、争いで誰かが傷つくことが嫌になってぢゃらす軍を抜け、ぢゃらす軍のボスであるダークネスじーさんを説得して戦争を終わらせようとしている。尻の穴はダークネスじーさんの呪縛を浄化するほどの臭さを持つ。
ケンタウロスじーさん
下半身が馬のケンタウロスのじーさん。必殺技は「ケンタウロスじーさんキック」。
折りたたみじーさん
折りたたんだ紙にじーさんの顔が描かれている。必殺技は「折りたたみじーさんビンタ」。
アイドルグループじじーズ
アイドル三人組。初登場から40ページ後に国家を歌った。
ぢゃらす軍
でんぢゃらす王国を支配しようとする悪の軍団。
将軍じーさん
侍の鎧を着たじーさん。二刀流。
ドラゴンナイトじーさん
竜の鎧を着たじーさん。
鬼じーさん
棍棒を持った鬼の姿をしたじーさん。
校長じーさん
校長に似た顔のじーさんで、ぢゃらす城の門番。でかいケツじーさんを馬鹿にしたため、じーさんのケツで吹き飛ばされる。
ダークネスじーさん
ぢゃらす軍のボスで、今回の戦争を起こした張本人。ぢゃらす城に住んでいる。城に乗り込んだでんぢゃ軍一行を迎え撃ち。自分の部屋に逃亡。じーさんを騙し討ちして洗脳するが失敗に終わり、カミの毛じーさんに腹を貫かれて負傷するが、でかいケツじーさんの優しさに触れて改心した。

#### なんと!でんぢゃらすじーさん大長編

##### 第1弾
ダップン・ガンマー
ダップン邸に住まう眼鏡をかけた貴族風の少年。幼い頃父を亡くし、母は行方不明で、ずっと一人ぼっちで生きてきた。昔から我慢してしまう性格で、人に嫌われるのを恐れつい我慢してしまい、その性格を嫌っている。我慢しなくていい本当の友達が欲しくて、7日間ウンコを我慢した者に与えられる7色に輝く伝説のウンコ「虹のウンコ」を手に入れその願いを叶えようとしており、一週間も便秘のじーさんと孫を屋敷に連れ込んだ。
じーさんとのバトルの最中、お互い読者プレゼントで当てたミスターベンジョーのサイン入り便所スリッパを履いていると知り、友情を感じた。その後じーさんに窮地を助けられた際、なぜ我慢できるのかという問いに対し「大切なものを我慢しないために我慢するんだよ」と教えられる。そして虹のウンコが読者プレゼントになった際、今度こそちゃんと応募しようと決意したと同時に学校の皆に教えてあげていた。
ゲーリー
ガンマーの部下の一人。ゴリラのような顔と体質が特徴。ガンマーの一番の理解者であるようで、牢屋から脱出したじーさんたちにガンマーに関する事情を話し、虹のウンコを譲ってほしいと頼んだ。
その正体は行方不明になっていたガンマーの母であり、のちに裏切ったベンピーの悪事を暴くため正体を隠していた。体形が随分変わっていたため再会したガンマーに「太ったね」と言われる。
ベンピー
ガンマーの部下の一人。蟹の目玉とハサミのような髪型が特徴。
我慢が全くできない性格（彼の周りに「ラスボス」の文字が出ていたのもその所以）で、我慢だらけの世の中を洗い流すため、じーさんの腹部にピストルを撃ちこみ虹のウンコを手に入れようとしたが、ゲーリーに邪魔される。そこで最後の手段として自身の虹のウンコを出し、無敵のパワーを得て化け物の姿になったが、虹のウンコが不完全だったため小さくなっていた。その後、ガンマーに弱点は尻の穴という恥ずかしい秘密をバラされ、腹巻のスクリーントーンを剥がして完治したじーさんに浣腸され、凄まじい切れ痔で爆発した。

##### 第2弾
ひーひーでんぢゃらすじーさん
じーさんが孫の運動会のリレーの練習を手伝おうと彼を追いかけていた時、空から落ちてきた謎の老人。筋肉質で迷彩柄の服を着用。髪が生えていてじーさんとお揃いのヒゲを生やしている。初登場時、「久しぶりだな！孫よ！」と言ったが目線はじーさんの方に向けられており、本当はじーさんの祖父である。
じーさんが10歳のころ、格闘技ではじーさんにほとんど負けたことがなく、諦めかけているじーさんに「『勝てない』と『できない』は簡単に言ってはいけない」と言い、自分の孫を守れるような男になれと約束しており、その約束を守れているかを確認するためゲベの時空を操る技で偶然過去からやってきた。そしてじーさんの孫を巡って家賃8万円のバトルタワーでじーさんと勝負を挑んだ結果、じーさんの「フューチャーじじいクラッシュ」の前に敗れ過去へ戻される。別れ際、じーさんの孫に「時空を越えてお前の孫が守りに来てるかもしれん」と言い残し孫はその後のリレーで自身の孫らしき人物を目撃している。必殺技は「多輪毛破理拳（たわけハリケーン）」。

##### 第3弾
ノブちゃん
今回の事件の犯人で、「NO」と書かれたオーバーオールを着用し、大きく開いた口が特徴の子供のような容姿をしている。一人称は「ノブちゃん」。じーさんや化け物化したズノーを一発で倒す。一週間前、車にはねられそうになった所をズノーに助けられるが、代わりにズノーが死んでしまった。その後、ズノーの屋敷に行ったとき、彼の計画が書かれたノートをみつけ、ズノーのため、自分の罪ほろぼしのためにその計画を実行し、じーさんたちを屋敷に誘いこんだ。事件後、ズノーの意志を継いで科学者になるという夢を持った。
ズノー博士
天才科学者を自称するも、周囲に認められなかったために犯人探しゲームを思いついたが一週間前、車に轢かれそうになったノブちゃんを助けて死んでしまった。しかし、成仏したわけではなく、容姿が孫とそっくりなため孫になりすましていたが、幽霊のため周りからは見えず、声も聞こえない。当初、じーさんが犯人と見立てたのが天井院で、「屋敷に来てから彼以外攻撃を受けた」と言い、「頭脳が全てという人が攻撃することは思わない」言った。また、犯人を探す時、天井院は瞑想部屋を探したと言われたが、そこには天井がなく、基本的に天井にいる天井院を怪しめた。そして、じーさんが幽霊を見ることができるゴーストメガネを使用して彼を見つけた。しかし、自分は犯人と認めず、死んだ人が化け物となって蘇る化け物エキスを使ってじーさんを殺そうとしたが、ノブちゃんに倒され、成仏した。
バーヤ
ズノーの屋敷のお手伝いロボ。犯人探しゲームがはじまり、理解できない校長に触った同時に爆発した。中にはズノーの声が入ったテープレコーダーが仕込まれていた。

##### 第4弾
あほう
本作の舞台であるゲーム「JA・HOU2」の中であほう使いとなったじーさんが召喚した存在。アホな顔をし、胴体に「あほ」と書かれた容姿をしている。戦闘中にウンコをしたり、敵に寝返るなど問題行動が多い。実は20年前にじーさんがプレイしていたゲーム「アドベンチャー・ホライゾン」そのものであり、容姿もそれの主人公に合わせたもの。クリア前にゲームを止めてしまったじーさんに復讐すべく彼をゲームの世界に閉じ込めた。
真相を知ったじーさんはゲームをクリアするという言葉の裏をかき、タイトル画面のオプションからセーブデータを消すフリをして彼に謝罪。そしてじーさんが楽しく自分をプレイした事を思い出して自らデータを消去。二人を現実世界に戻し、じーさんが孫と二人で自分をクリアするまでプレイを再会した所で物語は幕を閉じた。

## 建物・場所
じーさん家
じーさんと孫の自宅。2階建て。一度サンタにテレビを盗まれたが、今は戻っている。頻繁に爆発・破壊されるが、次の回までには修復されている。自爆スイッチ（じーさんが380万円で購入）が付いていたり、いきなり回りが崖になっていたりする。また、居間にはトゲ床がある。テレビの映像は適当に描かれている。玄関の扉は「絶体絶命」では引き戸、「邪」や「なんと！」では外開きのドアになっている。
また、テレビアニメ版では大幅に美術設定が追加された（庭に通じる窓や廊下など）。
ゲーム版によれば、所在地は東京。
じーさんの部屋
部屋に入ると、地下への入り口があり、降りると、色々な部屋がある。出口にはボスがいて、その出口をでると、学校のトイレの便器に出る。
学校
孫が通う小学校。ここの校長は自分が世界で一番偉くないと気がすまず、生徒からの苦情も絶えない。ここには校長の銅像があったがじーさんが壊してしまった。孫以外の生徒は適当に描かれている（一部を除く）。朝の朝礼は毎日やっているが、その内容は校長が「我輩って偉いよね〜」と繰り返すもので、ひどいときには給食の時間までくいこむ。作中で、校長以外先生が1人もおらず、休み時間ばかりだということが明らかになっている。しかし、後に時間割表で国語、社会などが出てきたことから学校の行事はまたしても意味不明になっている。またじーさんが校長をすることになったがまったく校長らしいことをしていない。ただし校則は「廊下を走るな」と至って普通（しかし破ると金玉を引きちぎられるらしい）。
街中
普通の街だが、じーさんたちのせいでたまにとんでもないことが起こる。
公園
じーさんと校長の決闘の場。インド公園、はなげ公園、ニキビ公園など。ブランコと滑り台、シーソーが存在する。
ブラボー王国
じーさんが住んでいる国。日本によく似ている。また、日本でいう北海道にあたる部分の名は「北海道」であり、また「東京」という地名もある（ただし、実際の東京とは違い太平洋上に浮かぶ島）。しかし北海道はゲベによって滅亡した。ただし、第11巻の「じーさんの日本沈没じゃ!!」では、「私たちの住んでいる国、日本」という記述があり、現在ではブラボー王国という名前は、使われなくなっている。
スーパー鼻毛屋
普通のスーパー。とんでもなく怖い店長がいて、万引きは許さない。
クトゥ屋
じーさんが孫の靴を買い換えるため孫を連れてきた靴屋。まともな靴は一足もない。ゼンマイ仕掛けの店長がいる。
本屋
一見、何の変哲も無い本屋。店長はマッチョで、立ち読みや万引きは絶対に許さない。
動物園
りゅぬぁってゃが経営する動物園。普通の家のような外観に、動物園と書かれた巨大な看板が立っている。「キリンっぽい」という理由だけで掃除機を飾っている（それ以外何もない）。
水族館
りゅぬぁってゃが経営する水族館。普通の家どころか単なる公衆便所にしか見えない外観に、水族館と書かれた巨大な看板が立っている。中には自分が魚になれる装置があるが、それは「ぼくさかなー」という吹き出しと魚の絵が書いてある張りぼてでその絵の頭には穴が開いており、そこに首を突っ込むことによって魚に「変身」できる（これまたそれ以外何もない）。観光地などによくある「顔ハメ看板」と孫が説明している。

## 用語
じーさんのでんぢゃらすぞ〜ん⇒でんぢゃぞ〜ん2⇒でん邪ぞ〜ん⇒なんトーーク!
じーさんがハガキを紹介するコーナー。内容は基本的に読者の危険体験談（これがメイン）、駄洒落、イラストなどだが、よく意味不明なハガキを検証したり、余りにもふざけた内容のハガキ（コロッケ!のイラストが描かれたハガキなど）に活を入れたりもする。ハガキを採用されると曽山の色紙がもらえる。2005年11月号から読者の考えた危険回避法も募集している。一回だけ話を無理矢理終わらせて突然登場したことがあり、孫に単行本にするときどう処理するんだと言われた（結局単行本では『たのしいたのしい4コママンガ』という名前の書き下ろし4コマを入れることで対処した。またセリフも改正されている）。
じーさんにたくさんお悩みのハガキが届いたのでここで解決しようのコーナー（単行本は『絶体絶命でんぢゃらすじーさん』のみ）
コミックスのカバーを取った裏表紙に毎回必ず掲載されているお悩み解決コーナー。じーさんが読者から届いたしょーもない悩みを適当にかわしていくのが基本路線である。じーさん曰く「ちゃんとした悩みを書けばハガキの採用率が上がる」とのこと。一度、読者の母まで登場したことがあり、その時じーさんは「うわっ、母親が出てきたらいきなりリアリティー出てきたなこの質問!!親子そろってこんな質問すんなよ!!」と言っていた（この時の悩みは『ウンコが流れない』というもの）。作者自身が『肩と腰がだるい』という相談を持ちかけたこともあったが、じーさんに「てめぇ作者じゃねぇか、てめぇの悩みなんか知るかっ!!」と一蹴された。またある時は「人生と言う道に迷いました」というかなり真剣な悩みが出たことがあり、この時はじーさんが「本気の悩みを書くなよっ、このコーナーはしょーもない悩みをテキトーにかわしていくコーナーなんだからさぁ!!」と言っていた。初回（1巻）の最初のハガキは「階段から落ちて大ケガをしてしまったのですが」というもの（これに対してじーさんは「今度から階段を落とすように」と言っていた）で、最終回（20巻）の最後のハガキは暑中見舞いだった（じーさんはこれに対して「オイ誰だよ、他人の暑中見舞い混ぜたの!!」と言っていた）。
おしおきのコーナー
タイトルの通り、誰かがおしおきを受けるコーナーである。1回しか出てきたことはない。
そやまんが
作者・曽山がてきとーなことをてきとーに書いたどうでもいいマンガ。内容は主に曽山自身の普段考えていることや思い出話など。また、作者の近況報告や生活観が十分にうかがえる。コミックスに毎回最低でも1本は掲載されているが9巻と12巻と13巻と15巻と『邪』3巻と6巻と11巻と19巻のみページの都合で載っていない（13巻と『邪』11巻以外は、大長編掲載のため）。
校長投票シリーズ
校長のことを読者のはがきで決定する企画。1回目は姿について、2回目は名前についてだった（ただし、いずれも後に元に戻っている）。

## 特別編
第1弾と第2弾はゲームの攻略本に掲載された。どちらも単行本になっている。
みょみょみょ星人木村（第4巻収録）
第1弾。
みょみょみょ星人003号
みょみょみょ星から地球侵略にきた宇宙人。大王から自分が番号で呼ばれていることをとても気にしており、じーさんの家に泊まった際に「小林」という名を与えられて非常に喜ぶ。その後侵略する気を完全に無くし大王に「みんなで地球人と仲良く暮らそう」と言うと、侵略を諦めた罪として体内に仕掛けられていた時限爆弾を作動させられる。その後、爆発の瞬間を見に来た大王の宇宙船に突っ込み爆死。じーさんはその後墓を立てたが、最終ページで「小林」でなく「木村」と言われてしまう。4巻の裏表紙でのプロフィールでは作者・曽山から「たぶんもうでないよ」と言われていたが、その後10巻・14巻に顔だけ再登場している。ゲーム版では隠しエンディングに大きく関わるキャラクターとなっている。
絶対服従ばいおれんす校長の教頭（第5巻収録）
第2弾。
教頭
本名、スナイパーバルカン。宇宙警察を勤める宇宙人。とても貧しい星に住んでいる。ゲーム版ではボスキャラクターである。じーさんに爆弾で吹っ飛ばされた校長にぶつかり記憶喪失になる。その時に校長を何度も「偉い」と言ったため気に入られ（この時生まれて初めて校長は他人から「偉い」と言われた）校長から教頭に任命され、武器のバズーカ砲で校長に逆らう者をことごとく吹っ飛ばしてきたが、1か月後に記憶が戻る。弟たちを養うため宇宙へ帰ろうとするが、面倒を見てくれた校長が気になり躊躇してしまう。だが校長から「貴様はクビじゃい！」と言われ、宇宙に帰っていった（この発言はバルカンを思っての校長の嘘。バルカンはそのことをしっかり見破っていた）。その後、遠足が教頭→きょうとう→きょうと→京都になる。14巻の200回記念の話で顔だけだが再登場している。
じーカスくん（『ケシカスくん』第2巻収録）
第3弾。
『月コロ』2005年6月号掲載。『でんぢゃらすじーさん』と『ケシカスくん』のコラボレーション企画の一環で曽山一寿と村瀬範行が合同で描いた特別読みきり。内容は「じーさんがケシカスくんを腹巻に入れたことがきっかけで、ケシカスくんと大喧嘩になる」というあらすじ。
絶体絶命でんぢゃらすクソガキ（『邪』第2巻収録）
第4弾。
『別コロ』2010年4月号掲載。じーさんの子ども時代のエピソード。何十年前の時代を舞台に、でんぢゃらすな遊びの天才児『でんぢゃらすクソガキ』と孫に似た少年が昔の遊び（ベーゴマ、メンコなど）を中心にいろいろやっていくが、クソガキがメンコを地面に叩きつけたことで爆破してしまう。
デュエんぢゃらすじーさんマスターズ邪（『邪』第17巻収録）
第5弾。
『月コロ』2016年2月号、2016年8月号掲載。『でんぢゃらすじーさん邪』と『デュエル・マスターズ VS』のコラボレーション企画の一環で曽山一寿と松本しげのぶが合同で描いた特別読みきり。内容は「じーさんと切札勝太がデュエマで勝負しようとするが、デュエルの最中におかしなことが連発してしまう」のが特徴。
デュエんぢゃらすじーさんマスターズ邪 コラボアニメ原作まんが
第6弾。
『月コロ』2016年12月増刊号『じーコロコミック邪 豪華すぎる第弐笑』掲載。アニメ『デュエル・マスターズ VSRF』第16話「デュエんぢゃらすじーさんなの邪」のコミカライズ版。
でんぢゃらすクソガキ邪（『なんと!』第1巻収録）
第7弾。
『別コロ』2017年4月号掲載。じーさんの子ども時代のエピソードで前述の『絶体絶命でんぢゃらすクソガキ』の続編として描かれている。

## 大長編

### 概要（大長編）
2004年から2008年まで『コロコロコミック』の9月号では毎年『でんぢゃらすじーさん』の100ページの別冊付録が同梱されている。2004年は『小学四年生』に掲載された漫画の再録だったが、2005年以降は100ページの長編（正確には表紙、裏表紙とその両裏を差し引くので96ページ）が掲載されており、本誌のじーさんではその長編の予告などを掲載しリンクしている。話の中盤から後半にかけてはシリアスな雰囲気も織り交ぜ、人生を生きる上での大切なことをテーマとして示唆するストーリーが特徴。なお、大長編の漫画がある号では本編が適当になる（作画が落書き状態、何度も同じコマの流用を行う、おかしな新キャラクターが登場するなど）。
また、ほとんどの大長編の話では校長が犠牲になっている（『いのちときもちとぱぱぱぱぱーっ!?』では出番が1コマのみで、『怒りのイライランド（怒）』で初めて登場すらしなくなった）。なお『放たれた友情だじょー』ではちゃむらいが1コマだけ登場しているが見つけられないというハガキが山ほど届いたので単行本12巻の裏表紙にヒントが書かれている（元・校長のときも同様19巻裏表紙にヒントが書かれている）。
なお、2009年は9月号に『デュエルマスターズ』と『ペンギンの問題』の劇場版の原作コミックが別冊付録となったため10月号にずれこんだが、その『いのちときもちとぱぱぱぱぱーっ!?』の最初のページに「最後の大長編」と書かれていた。しかし19巻で作者が「またやるぞ、絶対!!」とコメントしており、『でんぢゃらすじーさん邪』にリニューアルした2010年以降も行われている（なお、2010年も9月号ではなく、11月号にずれこんだ）。
2015年の『かいけつ!でんぢゃらす王国!!っていうマンガ』では最初のページに（『邪』としては）「最後の大長編」と書かれたため2016年以降は行われず、代わりに本編の新作を中心に収録した別冊付録を同梱していた。そして2018年におよそ3年ぶりの大長編『ガマンしないで応募すればいいじゃん』が掲載され、その後も2022年まで毎年大長編が発表されていたが、2023年以降は行われていない。

### 作品一覧
1作目 かこんでいたのにひどいや（『月刊コロコロコミック』2005年9月号付録掲載、コミックス9巻収録）
テーマは『自立』
2作目 放たれた友情だじょー（『月刊コロコロコミック』2006年9月号付録掲載、コミックス12巻収録）
テーマは『友情』
3作目 どっちみちおっぱい（『月刊コロコロコミック』2007年9月号付録掲載、コミックス15巻収録）
テーマは『夢』と『現実』
4作目 4位のお金と563位のアイツ（『月刊コロコロコミック』2008年9月号付録掲載、コミックス17巻収録）
テーマは『お金』 副テーマは『家族』
5作目 いのちときもちとぱぱぱぱぱーっ!?（『月刊コロコロコミック』2009年10月号掲載、コミックス19巻収録)
テーマは『命』 副テーマは『仲間』
邪1作目 無敵のヒーロー オナライダー（『月刊コロコロコミック』2010年11月号掲載、『邪』コミックス3巻収録）
テーマは『無敵』
邪2作目 またナ☆お友だち軍団（『月刊コロコロコミック』2011年9月号掲載、『邪』コミックス6巻収録）
テーマは『友だち』
邪3作目 怒りのイライランド（怒）（『月刊コロコロコミック』2012年9月号掲載、『邪』コミックス9巻収録）
テーマは『苛立ち』
邪4作目 はなの下のミゾはハナミゾって名前でどうスか?（『月刊コロコロコミック』2013年9月号掲載、『邪』コミックス12巻収録）
テーマは『心の溝』
邪5作目 けつ!あ、まちがえた。勝つ! 最強拳法シリカラテ（『月刊コロコロコミック』2014年9月号掲載、『邪』コミックス15巻収録）
テーマは『勝負』
邪6作目 かいけつ!でんぢゃらす王国!!っていうマンガ（『月刊コロコロコミック』2015年9月号掲載、『邪』コミックス19巻収録）
テーマは『やさしさ』
なんと!1作目 ガマンしないで応募すればいいじゃん（『月刊コロコロコミック』2018年11月号掲載、『なんと!』コミックス4巻収録）
テーマは『我慢』
なんと!2作目 ひーひーいってたら未来から来ちゃった（『月刊コロコロコミック』2019年10月号掲載、『なんと！』コミックス7巻収録）
テーマは『未来への言葉』
なんと!3作目 犯人はノブちゃんです（『月刊コロコロコミック』2020年10月号（前編）、同年11月号（後編）掲載、『なんと！』コミックス9巻収録）
テーマは『犯人』
なんと!4作目 アホゲーにとじこめられたんですけど（『月刊コロコロコミック』2021年10月号（前編）、同年11月号（後編）掲載、『なんと！』コミックス11巻収録）
テーマは『ゲームの世界』
なんと!5作目 入学!○○学園/卒業!○○学園（『月刊コロコロコミック』2022年11月号（前編）、同年12月号（後編）掲載）
テーマは『卒業式』

## 番外編
コミックスに収録されている、本編と直接つながりのない数ページほどの短編漫画。アニメ版でもいくつかが映像化されており、本編が終わったあとに放送される。

### 絶体絶命でんぢゃらすじーさんの番外編（第1期）
公園番長
コミックス1巻収録。通称（自称）「公園の味方・公園番長」。本名不明。年齢は（今年で）38→39歳（秘密にしている）。本業は会社員だが公園番長としての活動のおかげで遅刻や無断欠勤が多く、アニメ最終回で会社をクビにされてしまった。その後、第三期最終回で再就職した。
公園の遊具に名前を付けている（滑り台のダイちゃん、ブランコのランコ、砂場のタナベレナ、水道は大騒ぎしたが最終的にジョーに落ち着いた）。必殺技に「ブランコあたっく」・「すべり台くらっしゅ」があるが、アニメ第3期ではどちらの技も不発になった。アニメ版では幼馴染の「歩道番長」「柵番長」も登場した。
タイトルコールはアニメ2期では「超おもしろアニメ 公園番長第○翔（○には話数が入る）」、3期では「超おもしろアニメ たたかえ!!公園番長（話数なし）」となっていた。
ボンバー井上のニコニコお料理コーナー
コミックス2巻『ゲベゲベじゃっ!』の冒頭に掲載。料理の達人・井上が男の料理を教えるが、実は料理に全く興味がなく、あるのは盆栽のみ。アニメではシリーズ化されており、初回ではじーさんがアシスタントをしていたが第2回以降はメガネをかけた女性が務めている。大抵はスタジオのテーブルセットを破壊したうえ「料理は自分で編み出すもの」とか「今日はサボる」と言って何も作らない。得意料理は「熱した水」。
炎の教師 熱血先生
コミックス2巻収録。教育熱心な学校の先生だが、極端なうっかり者でいつも空回りしてしまう様子を描いた作品（日曜に来て誰もいない教室で授業をしたりなど）。
アニメ2期ではタイトルコールが「超面白瞬間放送 炎の教師 熱血先生」となっていた。
住宅ヒーロー7階建てマン
コミックス3巻収録。正義のヒーロー「7階建てマン」の苦悩を描く。アニメではアメコミを思わせるような作画にアレンジされ、ブリッジガールなど原作に登場しないキャラクターも多数登場した。『絶体絶命でんぢゃらすじーさん痛〜怒りのおしおきブルース〜』にゲスト出演している。東北訛りでしゃべる。また、コミックス第7巻の扉絵にも登場するが「本編に7階建てマンは登場しません」と書かれている。頭の7階建てには人が住んだりしている。他にも368階建てマンや弟の6階建てマン（アニメのみ）がいる。1度だけ70階建てマンに変身した。
魔界のプリンス ギルティーの挑戦
『コロコロコミック』にて袋とじ漫画として登場した新キャラクター、ギルティーが様々な機械を使ってじーさんを倒すというもの。
漫画本編では1回きりの登場で終わり、じーさん曰く「もう一生出ないキャラクター」と言われてしまう。
アニメではギルティ（声 - 青山桐子）の名前で登場（本編開始前に実施）。漫画本編よりも出番があり、原作の「サンダーコンドル号」に続き、巨大大砲「グレートバリアリーフ砲」や巨大ロボット「グレートブリテンアーマーG」（アニメのみ）なるもので勝負を挑むが全て自滅で終わっており、まともに勝負をしたことがない。
また、じーさんの命を狙う理由は全く不明である。
校長対決 番外編
アニメ39話『まごを助けるのじゃっ!』終了後に『早押しクイズ THE 対決』を行った。
冒険少年レオン
コミックス5巻収録。世界中のお宝を手に入れる夢を持つ少年の冒険活劇。アクションゲーム風にレオンを動かすが、結局お宝にありつけないオチになる。また、ファイナルステージのラスボスのカメの声は作者本人が担当している。
最高料理人味助
コミックス6巻収録。料理がへたくそな料理人。料理長曰く「ダメダメ村のダメダメチャンピオン」。将来の夢はプロ野球選手。彼の正体はじーさんであった。
勉強大好き!ドリル兄さん
元々原作で1コマのみ登場だったキャラクターを主役にしたもの。内容はものすごい巻き舌で頭がドリルの青年が勉強のドリルと頭のドリルと間違われキレるというもの。作者は放送されることすら知らなかった（単行本7巻のカバーをとった表紙ではこれについて曽山が「びびった」と言っている）。
集団戦隊 1人マン
コミックス7巻収録。孤独とラッキョウが大嫌いなヒーロー「1人マン」が主人公。1ページ掲載で予告のまま「でんぢゃらすじーさん8巻より連載中止!!」と書かれ、じーさんからも「コイツのことは忘れてください」と言われた。
うっふん♥エロ美ちゃん
コミックス8巻第8話『ひどい鬼ゴッコじゃっ!』の嘘オチの次ページに登場。ぴっちぴちの42歳であるエロ美が男湯に入ろうとする漫画だが、その次のページでじーさんが描いている最中に孫に止められてしまう。
耳うさ君
コミックス8巻収録。4コマ漫画で、クマが耳うさ君に話しかける内容。
もれちゃうマン
コミックス9巻第8話『スキップおじさんじゃっ! 後編』のオチの次ページに掲載。不良が子どもをいじめているのを見かけたもれちゃうマンが助けに行こうとするも、突然尿意を催してしまい、そのまま子供が不良にいたぶられる様子を失禁しながら見つめ、オチでスキップおじさんが恋をした女の子から「キライっぷ」と言われてしまう。
格闘料理伝説味丸
コミックス10巻第7話『料理を作るのじゃっ!』の前日談。戦う料理人で、世界一の料理を作ることだが、ゲベに爆破されてしまう。味丸は物語中にも登場し、じーさんに料理対決を挑むがじーさん、孫共々再度ゲベに爆破され、タイトルが『変態料理伝説ゲベ』に変えられた。
自爆少年 コッパミー陣
コミックス12巻第4話『さっさと早口言葉じゃっ!』のオチの次ページに掲載されている1ページ漫画（扉絵のみ）だが、その次のページで爆破されてしまう。
F1レーサー カン太郎
コミックス13巻（『月刊コロコロコミック』2007年4月号掲載）『じーさんと校長が入れかわったのじゃっ!』のオチの次ページに掲載。熱いハートを持つ男「カン太郎」が世界一を決めるレースに参戦するが、その後「※こいつが完太郎」（『コロコロ』4月号のみ「※完太郎」）という完の形をしたキャラクターに変えられ、カン太郎は「ひろし」という名前になって崖から落ちてしまう。
決勝で待ってるぜ!（園山和斗名義）
コミックス14巻（『月刊コロコロコミック』2007年6月号掲載）『ワシもマンガをかくのじゃっ!』の前後に掲載。「決勝という舞台を目指した男の戦い」がキーワードで『正しい』『まちがえた』『すし屋で』『トイレで』『テストで』の5編が収録される。じーさんは「なかなか面白そうな漫画」と言っていたが、オチで「くっだらねぇ!」と酷評された（その際、じーさんが読んでる漫画が『決勝でまっとるべ』というタイトルになっていた）。
ドラゴンソルジャー リュウ
コミックス16巻第4話『大サービス!20本立てマンガじゃっ!』内に掲載。魔王を倒すために旅をしている男「リュウ」の活躍を描いた1ページ漫画だが、後にこの漫画のセリフの内容を変えただけの『ウンチもれちゃう』『1本ナシにしてくれ』が掲載された。
激闘少年リュウ
第3期のおまけコーナーに登場。格闘家少年・リュウが悪人と戦いを挑む。オープニングも作られており、リュウ以外の登場人物や必殺技なども登場しており、格闘アニメのような演出を強調しているが、本編ではこれらは登場しない上に話もリュウが車にはねられ5秒で終了しており、じーさんに突っ込まれた。公式YouTubeチャンネルでは最後の動画となっていた。

### でんぢゃらすじーさん邪の番外編（第2期）
スペースアドベンチャー 星渡カケル（単行本は『でんぢゃらすじーさん邪』のみ）
『邪』のコミックスカバーを取った裏表紙に1ページ連載として掲載されている。冒険家「星渡カケル」と、ペット（実の父親）の「パオンブー」が、宇宙を旅するというストーリー。
つづくん
コミックス『邪』2巻収録。「つづくん」というキャラクターが自己紹介をした次のページで「つづく」と表示され、漫画が終わってしまう。作者の説明によると「すぐに『つづく』というネタ」とのこと。
おすしのボス ボスし
じーコロコミック邪夏号、コミックス『邪』8巻収録。お寿司の中のボス「ボスし」が登場するが、じーさんに食べられ「ボス死」というオチとなった。
ぼくぴゅーちゃん
コミックス『邪』9巻収録。マラソン大会で優勝した「ぴゅーちゃん」が主役のほのぼのとした話だが、最後にニートが登場し、「おでかけキラーイ」と締めくくられる。
シュクテッキーの野望
コミックス『邪』19巻収録、「宿敵」とした人物、地球やでんぢゃらす王国を侵略しようとするが、結局失敗してしまう。

### なんと!でんぢゃらすじーさんの番外編（第3期）
ゲベトルファイト
コミックス『なんと!』3巻収録。この世には数えきれないほどいろいろな種類のゲベが存在する。じーさんは、ゲベブリーダーが指示をしゲベを戦わせるイベント「ゲベトルファイト」に挑む。司会はゲベスキーけつお。
トキメキ♡ でんぢゃらす少女
コミックス『なんと!』5巻収録（コロコロオンラインが2019年に実施したエイプリルフール企画『キラコロコミック』の一環として掲載）。「電邪らす美」というじーさんと同じ形をしたヒゲが生えた女の子が「孫宮くん」と「こちょ梨くん」に恋をする少女漫画風の作品。
とげ山とげ蔵78歳
コミックス『なんと!』8巻収録（『ミラコロ』2.0号掲載）。体のほぼ全身が針で言葉にとげがある生物（正体は栗）「とげ山とげ蔵」の騒動を描く。「とげ山とげ蔵」は、じーさんが漫画家になるために曽山から指導を受けて考案したキャラクターであったが、ミラコロコミック掲載時、曽山にパクられてしまった。漫画賞「曽山一寿賞」の例題作品としてそやまんがぶろぐに掲載されている。

## 書誌情報

### 絶体絶命でんぢゃらすじーさん
- 曽山一寿『絶体絶命 でんぢゃらすじーさん』小学館〈コロコロコミックス〉、全20巻
  1. 2002年8月28日発売[40]、ISBN 4-09-143051-1
  2. 2003年3月28日発売[41]、ISBN 4-09-143052-X
  3. 2003年10月28日発売[42]、ISBN 4-09-143053-8
  4. 2004年4月27日発売[43]、ISBN 4-09-143054-6
  5. 2004年11月26日発売[44]、ISBN 4-09-143055-4
  6. 2005年3月25日発売[45]、ISBN 4-09-143056-2
  7. 2005年8月26日発売[46]、ISBN 4-09-143057-0
  8. 2006年3月28日発売[47]、ISBN 4-09-140119-8
  9. 2006年7月28日発売[48]、ISBN 4-09-140176-7
  10. 2006年12月25日発売[49]、ISBN 4-09-140275-5
  11. 2007年5月28日発売[50]、ISBN 978-4-09-140327-8
  12. 2007年9月28日発売[51]、ISBN 978-4-09-140388-9
  13. 2008年1月25日発売[52]、ISBN 978-4-09-140439-8
  14. 2008年7月28日発売[53]、ISBN 978-4-09-140658-3
  15. 2008年12月25日発売[54]、ISBN 978-4-09-140746-7
  16. 2009年3月27日発売[55]、ISBN 978-4-09-140784-9
  17. 2009年7月28日発売[56]、ISBN 978-4-09-140824-2
  18. 2009年10月28日発売[57]、ISBN 978-4-09-140854-9
  19. 2010年2月26日発売[58]、ISBN 978-4-09-140897-6
  20. 2010年6月28日発売[59]、ISBN 978-4-09-141067-2

### でんぢゃらすじーさん邪
- 曽山一寿『でんぢゃらすじーさん邪』小学館〈コロコロコミックス〉、全20巻
  1. 2010年9月28日発売[60]、ISBN 978-4-09-141127-3
  2. 2011年2月28日発売[61]、ISBN 978-4-09-141205-8
  3. 2011年6月28日発売[62]、ISBN 978-4-09-141290-4
  4. 2011年11月28日発売[63]、ISBN 978-4-09-141359-8
  5. 2012年3月28日発売[64]、ISBN 978-4-09-141434-2
  6. 2012年8月28日発売[65]、ISBN 978-4-09-141494-6
  7. 2013年2月27日発売[66]、ISBN 978-4-09-141578-3
  8. 2013年6月28日発売[67]、ISBN 978-4-09-141647-6
  9. 2013年10月28日発売[68]、ISBN 978-4-09-141610-0
  10. 2014年2月28日発売[69]、ISBN 978-4-09-140028-4
  11. 2014年6月27日発売[70]、ISBN 978-4-09-141788-6
  12. 2015年1月23日発売[71]、ISBN 978-4-09-141860-9
  13. 2015年5月28日発売[72]、ISBN 978-4-09-142007-7
  14. 2015年9月28日発売[73]、ISBN 978-4-09-142098-5
  15. 2016年1月28日発売[74]、ISBN 978-4-09-142115-9
  16. 2016年5月27日発売[75]、ISBN 978-4-09-142164-7
  17. 2016年10月28日発売[76]、ISBN 978-4-09-142224-8
  18. 2017年2月28日発売[77]、ISBN 978-4-09-142303-0
  19. 2017年7月28日発売[78]、ISBN 978-4-09-142417-4
  20. 2018年1月19日発売[79][80]、ISBN 978-4-09-142510-2

### なんと!でんぢゃらすじーさん
- 曽山一寿『なんと！でんぢゃらすじーさん』小学館〈コロコロコミックス〉、既刊15巻（2024年9月27日現在）
  1. 2018年1月19日発売[79][81]、ISBN 978-4-09-142620-8
  2. 2018年5月28日発売[82]、ISBN 978-4-09-142656-7
  3. 2018年12月28日発売[83]、ISBN 978-4-09-142840-0
  4. 2019年4月26日発売[84]、ISBN 978-4-09-142896-7
  5. 2019年9月27日発売[85]、ISBN 978-4-09-143079-3
  6. 2020年1月17日発売[86]、ISBN 978-4-09-143143-1
  7. 2020年5月28日発売[87]、ISBN 978-4-09-143178-3
  8. 2020年8月28日発売[88]、ISBN 978-4-09-143225-4
  9. 2021年1月28日発売[89]、ISBN 978-4-09-143263-6
  10. 2021年9月28日発売[90]、ISBN 978-4-09-143290-2
  11. 2022年3月28日発売[91]、ISBN 978-4-09-143387-9
  12. 2022年10月28日発売[92]、ISBN 978-4-09-143555-2
  13. 2023年6月28日発売[93]、ISBN 978-4-09-143598-9
  14. 2023年11月28日発売[94]、ISBN 978-4-09-143661-0
  15. 2024年9月27日発売[95]、ISBN 978-4-09-149779-6

### でんぢゃらすリーマン
- 曽山一寿『でんぢゃらすリーマン』小学館〈コロコロコミックス〉、全2巻
  1. 2018年9月12日発売[96]、ISBN 978-4-09-142796-0
  2. 2022年10月28日発売[97]、ISBN 978-4-09-143552-1

### でんぢゃらすじーさん特別編 でんぢゃらす王国
1. 2017年1月27日発売[98]、ISBN 978-4-09-142288-0

## ゲーム

### ゲームソフト
絶体絶命でんぢゃらすじーさん 〜史上最強の土下座〜
（ゲームボーイアドバンス、2003年9月26日、キッズステーション）
漫画の登場人物・じーさんと孫が宇宙人・みょみょみょ星人の侵略から地球を守るアドベンチャーゲーム。イベントごとに様々なミニゲームが用意されており、アドベンチャーパートの選択肢やミニゲームの勝敗によってじーさんが七変化する。この「マトリックスシステム」によるじーさんのバリエーションは25種類あり、能力の変動のみならず、ストーリー展開やミニゲームのルールにも影響を与える。また、通信対戦によりじーさん同士を戦わせることもできる（ただし、対戦の方法はただのジャンケン）。しかし、決定ボタンは普通のゲームのようにAボタンではなくRボタンであったり、能力やミニゲームの結果によってはめちゃくちゃなストーリー展開になったりと、原作同様おかしな要素も含まれている。
『コロコロ』内でもやる気無さげに宣伝（自らクソゲーと暴露）していたが、読者から結構評判がよく本誌で毎月行われている「発売中で欲しいゲームランキング」では3か月連続1位を達成した。
なお、2004年11月に『学園アリス〜ドキドキ☆不思議たいけん』というゲームが発売されたが、そこに登場するミニゲームの内容はこのゲームからの使い回しとなっている。
絶体絶命でんぢゃらすじーさん〜泣きの1回 絶対服従ばいおれんす校長〜ワガハイが1番えらいんじゃい!!〜
（ゲームボーイアドバンス、2004年3月18日、キッズステーション）
じーさんのライバルキャラ・校長が主人公。次世代ワールドホビーフェアで先行販売された。自分が目立ちたいがためにわざわざみょみょみょ星人を呼び戻した。内容は前作と似ているが、リゾート地ばかりが舞台となっている。このゲームが発売された際、作者自身が「悪ふざけだと思った」とコミックス第4巻のカバーをとった表紙で語っている。
絶体絶命でんぢゃらすじーさん痛〜怒りのおしおきブルース〜
（ゲームボーイアドバンス、2004年7月16日、キッズステーション）
曽山が大切な原稿をなくしてしまい、そのままだとじーさんたちが消えてしまうため、原稿を探しに行くという、言うなれば曽山の尻拭いをするため冒険に出るというあらすじ。敵に路上においてある物を投げつけて戦う。今回も変身能力が物を言い、変身で川や海など普通では行けない所へ行けたり、車など重くて投げられない物を投げられるようになれる。また、変身能力は自由に選べるようになった。ただし、変身能力の数は12 - 14種類に減っている。前作のみょみょみょ星人も普通に登場している。初回版には特典としてタオルやうちわがついてきた。また、今作から決定ボタンは、Aボタンとなった。樫本学ヴの漫画『コロッケ!』の主人公コロッケがゲスト出演している。
絶体絶命でんぢゃらすじーさん3〜果てしなき魔物語〜
（ゲームボーイアドバンス、2004年12月16日、キッズステーション）
今回は横スクロールとなった。
孫が読書感想文が書けないとじーさんに相談したせいで、絵本の中の世界に入り込んで出られなくなり、仕方がないため、参戦した校長、ゲベと共に絵本の世界をめちゃくちゃにしながら冒険するというあらすじ。今回は状況に合わせて4人（3人と1匹）を使い分け、四人それぞれ攻撃するだけでなく、協力したり時には移動用のソリを使ってまで敵を倒す。ザコや中ボスなどは昔話をモチーフにしている（鬼や魔女、巨人、オオカミなど）。初回版では「せいねんとせきぞう」という曽山の書き下ろし絵本が付いていた。
絶体絶命でんぢゃらすじーさんDS〜でんぢゃらすセンセーション〜
（ニンテンドーDS、2006年1月14日、キッズステーション）
今回はクソゲーを超えたダメゲーが登場。さらに1000コマ以上（コロコロコミック200ページ分）を収録。
じーさんと孫は、ゲームを面白くするために冒険に出た。
キャラクターボイスあり。
エンディングにゲームオリジナル主題歌が入った。
コロコロコミック2010年8月号で「4年前のクソゲー」として取り上げられている。
でんぢゃらすじーさんと1000人のお友だち邪
（ニンテンドー3DS、2012年11月22日発売、バンダイナムコゲームス）
コロコロコミック2012年6月号にて3DSソフト化が決定。お友だち軍団がたくさん登場し、このゲームのために読者が考えたお友だちも多数登場。
2012年9月26日放送分の『おはスタ』で、このゲームの宣伝部長にレオナルド・ダ・テッケンを任命している。

### 体感ゲーム
絶体絶命でんぢゃらすじーさん 〜ミニゲームで対決じゃっ!〜
（PLAY-POEMS、2004年12月9日、コナミ）
ゲームモードは『ひとりであそぶ』『ふたりであそぶ』『きろくをみる』の3種類。ミニゲーム全20種収録。
絶体絶命でんぢゃらすじーさん 〜パーティーじゃっ!全員集合!!〜
（PLAY-POEMS、2005年11月17日、コナミ）
ゲームモードは『ひとりであそぶ』『ふたりであそぶ』『ひみつのへや』の3種類。ミニゲーム全23種収録。

## テレビアニメ
効果音のほとんどが人の声で作られている（クレジットでは「効果マン」または「効果ギャル」と表記）。時々クラシックがBGMとして使用されることがある（中でも一番多く流れているのは、サラサーテ作曲「ツィゴイネルワイゼン」である）などの特徴が盛り込まれている。

### 概要（アニメ）
第1期（2003年10月 - 2004年3月）
おはスタ内で不定期に放送された35秒のアニメ。原作にあった話を基にしているが後期はオリジナルも含まれていた。このときの作品は2004年夏に発売された作品のグッズやゲームなどを集めた「でんぢゃBOX」同梱のVHSに収録されている（ただし、「時限ばくだんから逃げろ!!」、「つりの極意!!」、「虫歯を治せ!」、「コタツは最高!」、「ピーマン克服法」、「じーさんのひげ」、「ブランコ」、「覚悟!もちの焼き方」、「なくした靴下」、「ルンルンハイキング」のみ収録）。2009年10月よりYouTube内「小学館集英社プロダクションチャンネル」でビデオ未収録作品も交え配信。
スペシャル版（2003年12月30日）
おはスタのスペシャルで放送された10分間のオリジナルストーリーのアニメ。第1期同様「でんぢゃBOX」内のVHSに収録されている。町内マラソン大会にじーさんたちが出るという内容。
第2期（2004年4月4日 - 2005年3月27日）
ギャグコロスタジオ内で放送された5分間のアニメ。校長の声優は平野俊隆から千葉繁にバトンタッチし、新たにゲベ・ちゃむらいが登場した。ギャグコロスタジオがBSジャパンでも放送されていたため、この時期に限り、BSジャパンでも視聴可能だった。原作の話と番外編（後述）1 - 3話を放送。番組内では着ぐるみのじーさんも出演していた。この時期に放送された作品はDVD全4巻に収録されている。2021年4月よりカートゥーン ネットワークにて再放送されたことがある。
第3期（2005年4月 - 2006年3月）
再びおはスタ内で放送された2分間のアニメ。放送時間は7:00 - 7:02。こちらの作品は2012年現在ソフト化されていないが、2012年8月までおはスタで不定期に再放送されたこともある。この時期に放送された番外編の一部が上記のDVDに特典映像として収録されている。
でんぢゃらすじーさん邪（OVA）〈第1弾 2012年7月27日（9話収録）、第2弾 11月22日（8話収録）〉
コロコロで特に人気の高かった作品をアニメ化し、コロコロ増刊「じーさん傑作選 じーコロコミック邪」の付録DVDとして同梱。収録時間は25分。
アニメーション製作はJ.C.STAFF。近代のコロコロ作品のアニメとしては例外で、3DCGで描かれてはいない（ただし、劇中に登場したベイブレードのみ例外）。
2012年10月20日・27日・11月3日はキッズステーションでもテレビ初放送され、後にカートゥーン ネットワークにて再放送されたことがある。
わざぐぅ!VSでんぢゃらすじーさん邪 抱腹絶倒!アニメクイズDVD（2012年11月21日）
コロコロイチバン!2013年1月号付録。

### 評価
原作者の曽山自身はアニメの出来については満足していたものの、当時の担当者は「原作を超えてない」と酷評し、本作は曽山でなければ面白くできない作品であり、原作を読んでいない視聴者を取り込む必要があるメディアミックスに向いていない結論付けたと後年明かしている。ここで担当から提示された「（アニメスタッフなど原作者以外の）誰が扱っても面白くなるキャラクター」という課題を受けて『みかくにん ゆーほーくん』の連載を始め一定の人気を得たが雑誌の主力にはなれなかったことから、このアドバイスを忘れ漫画の面白さに集中することにしたという。

### スタッフ
第2期
- 原作 - 曽山一寿（小学館「月刊コロコロコミック」連載）
- スーパーバイザー - 佐上靖之、西巻俊秀
- 脚本 - 笹川勇
- キャラクターデザイン - 西野理恵
- 美術監督 - 松宮正純
- 色彩設計 - 松浦頼子
- 撮影監督 - 渡辺宜之
- 編集 - 坂本雅紀
- 音響監督 - 千葉繁
- 音楽 - 田光マコト
- 音楽プロデューサー - 千葉洋史
- プロデューサー - 笹村武史（テレビ東京）、古市直彦（小学館プロダクション）
- 音響プロデューサー - 南沢道義、西名武
- キャスティングマネージャー - 吉田理保子
- 音響効果 - 野崎博樹
- 録音スタジオ・音響制作 - HALF H・P STUDIO
- 音響制作担当 - 小野勝弘
- 制作担当 - 島田尚保
- 設定制作 - 丸山洋子
- 制作進行 - 小林弘幸、谷智司、都丸徳章、島田尚保
- 制作協力 - スタジオキャッツ、動画工房
- アニメーションプロデューサー - 光廷青児、斉藤次郎
- アニメーション制作 - スタジオ雲雀
- 監督 - 山口頼房
- 製作 - 小学館プロダクション

OVA
- 原作 - 曽山一寿
- キャラクターデザイン・作画監督 - 安藤正浩
- 美術監督 - 松本健治（第1弾）、米田隆裕（第2弾）
- 色彩設計 - 伊藤由紀子
- 撮影監督 - 黒澤豊
- 編集 - 西山茂
- 音楽 - 前山田健一
- 効果 - 野崎博樹
- アニメーション制作 -  J.C.STAFF
- 監督 - 渡部高志
- 製作 - 小学館集英社プロダクション

### 主題歌
※第2期、第3期のオープニングの曲名はカラオケ版（JOYSOUND）によるもの。
絶体絶命でんぢゃらすじーさん（おはスタ1）
- オープニング・エンディングともに歌なし。

スペシャル
- エンディング
  - 「がんばる勇気」
    - 作詞：曽山一寿
    - 作曲・編曲：櫻井真一
    - 歌：孫（恒松あゆみ）

絶体絶命でんぢゃらすじーさん（ギャグコロ）
- オープニング
  - 第1話 - 第26話「お願いだからうたわないで」歌：恒松あゆみ
  - 第27話 - 最終回「お願いだからうたわないで」歌：坂口候一

絶体絶命でんぢゃらすじーさん（おはスタ2）
- オープニング
  - 「お願いだからうたわないで（ショートバージョン）」歌：じーさん（中村大樹）

- エンディング
  - 「孫の学校の『校歌』」歌：校長（千葉繁）

でんぢゃらすじーさん邪（OVA）
- オープニング
  - 「でんぢゃらすじーさん愛の歌」
    - 作詞・作曲・編曲：前山田健一
    - 歌：ヒャダインとじーさん（中村大樹）と孫（恒松あゆみ）

  - 2012年11月28日発売のアルバム「20112012」に収録。

## うごくまんが デジコロ
2016年7月から、うごくまんが デジコロがニンテンドー3DSにて配信された。2023年3月の3DSニンテンドーeショップ終了まで14話が配信された。内容は1話ごとに原作の1話によるもの。じーさんと孫の声はアニメ版から継続されているが、校長・ゲベ・ナレーションなどの声はアニメ版から一新されている。第9話以降はじーさんによるサブタイトルコールが追加された。
主要キャラクター以外の声の出演
- ナレーション - 安達まり[注釈 58]
- 怖そうな人 - 小柳基
- 警官、ゴリラ - 西谷修一
- ザリガニ、子供A、背景キャラ 他 - 佐倉薫
- 子供B、背景キャラ 他 - 岡田望見

## ぼくのおじいちゃん
「絶体絶命でんぢゃらすじーさん」が発表される前に作られたとされるパイロット版。第47回小学館新人コミック大賞児童部門受賞作品。曽山一寿の短編集「そやまつり」に収録。祖父と孫が主な登場人物である点など、レギュラー漫画の「絶体絶命 - 」にかなり近い作風だが、細かい部分で相違がある。
- 孫には「洋助（ようすけ）」という名前が設定されている（体育服には「まご」とそのまま書かれていた）。
- おじいちゃんには後頭部に髪の毛が生えており、年齢98歳という設定になっている（また戦争を経験している）。
- 「絶体絶命 - 」のじーさんはこの作品に登場するおじいちゃんがルーツであると思われることが多いが、正確にはそれ以前に作者が描いた漫画『店』に登場する老人が始まりらしい。しかし、この作品は「つまらない」という理由で担当に見せるのが怖くなり、作者自身が封印し、「そやまつり」に鉛筆書きの数コマが（カバー裏に）掲載されているのみである。

## 他の作品へのゲスト出演
- 作者がコミカライズした漫画『探偵少年カゲマン』の最終回のオチにじーさんが漫画家の姿で登場。だが、カゲマン、シャドーマン、怪盗デ・アールにじーさんが『カゲマン』を描いたことがばれてしまう。
- 2004年発売のゲーム『コロッケ!4 バンクの森の守護神』に隠しキャラクターとして登場。コナミゲームキャラバンなどのイベントで配信されていた。
- 2005年公開の映画、『ロックマンエグゼ 光と闇の遺産』と『劇場版デュエル・マスターズ 闇の城の魔龍凰』の開始直前に、じーさんと孫がわずかながらゲスト出演している。その際、『ロックマンエグゼ』のエンディングテロップにはキャスト紹介されたほか、最後に「……おじゃましました」と表記された。
- アニメ『さよなら絶望先生』の第6話のエンドカードにて、糸色望の格好をしたじーさんとゲベが描かれている。
- 2006年9月刊行の『超こち亀』に本作品の書き下ろしイラストが掲載されている。
- 『メイドイン俺』の「なんとアノ人がソフト」に本作品のキャラクターを登場させたゲームが配信された。配信期間は2009年5月15日から2010年5月14日まで。
- 『イナズマイレブンGO』でじーさんが選手として登場し、スカウトすることができる。また、最強さんも「最強さん召喚」という必殺技で登場している。
- 『ダンボール戦機W』の第42話の冒頭にて、テレビ東京系列同時ネット局のみゲスト出演。
- 『劇場版イナズマイレブンGO vs ダンボール戦機W』にてじーさん、孫、校長、ゲベが観客として登場した。
- 『イナズマイレブンGO ギャラクシー』と『ダンボール戦機WARS』をブランド化した『アニ×アニ!』内にて、上記2つのいずれかのアニメのどこかに映り込む『でんぢゃらすじーさんを探せ!』というコーナーに出演。
- 『モンスターハンター4』にイベントクエスト「コロコロ・モンスターじゃい!」が2013年11月15日より配信されている。
- 『パズドラZ』のコロコロダンジョン第1弾（『月コロ』2014年2月号にプレゼントコードが付属）にじーさん、校長、ゲベ、最強さんが登場した。
- 『デュエル・マスターズ VSRF』の第15話・第16話にて、じーさんと孫がゲスト出演している（第16話には、校長も出演している）。
- アニメ『爆釣バーハンター』の第12話にて、じーさんがゲスト出演している。
- 『妖怪ウォッチ ぷにぷに』にて、じーさんが「でんぢゃらすリーニャン」としてゲスト出演（『コロコロアニキ』第7号にプレゼントコードが付属）。
- 『電波人間のRPG FREE!』に二回コラボイベントが配信された（『月コロ』2015年12月号に第一弾のコラボイベントのシリアルコードが付属、同じく2016年9月号に第二弾のコラボイベントのシリアルコードが付属）。
- 『モンスターハンタークロス』にイベントクエスト「コロコロ・キケンなデカイ虫」が2016年1月15日より配信されている。
- アニメ『先輩がうざい後輩の話』の第10話のエンドカードにて、五十嵐双葉以外の登場人物たちの顔がじーさんとなっており、下にじーさんとゲベがいる。
- 『月コロ』2023年3月号に付属した『RPGタイム!〜ライトの伝説〜』の体験版にむしタイプのじーさんが登場している。
- 『みんなで空気読み。コロコロコミックVer. 〜コロコロコミック読みますか？それとも空気読みますか？〜』にて、じーさんをはじめとした本作のキャラクターたちが登場している。

## その他
- この漫画は連載前に読切が2本作られた（別コロ2001年2月号「じーさんじゃっ!」コロコロ2001年6月号「ドライブぶーぶーじゃっ!」。いずれも第1巻収録）。
- タイトル案に『超人じじい』というものもあったが、「2秒でボツになった」と「そやまんが」で語られている。
- アニメ版の監督を務めた山口頼房は過去に作者がコミカライズした『探偵少年カゲマン』の監督を務めていた（製作会社も同一）。
- 2018年8月27日、じーさんがYouTubeのコロコロチャンネルにて、バーチャルYouTuberとしてデビューを果たした[105]。